# 国鉄D51形蒸気機関車
D51形蒸気機関車（D51がたじょうききかんしゃ）は、日本国有鉄道（国鉄）の前身である鉄道省が設計、製造した、単式2気筒で過熱式のテンダー式蒸気機関車である。
主に貨物輸送のために用いられ、太平洋戦争中に大量生産されたこともあって、国鉄における所属総数は1,115両に達しており、ディーゼル機関車や電気機関車などを含めた日本の機関車1形式の両数でも最大を記録した。この記録は現在も更新されていない。
この他に、台湾総督府鉄道向けに32両、胆振縦貫鉄道（1944年（昭和19年）に国有化）向けに5両（再掲）が製造され、戦後はソビエト連邦サハリン州鉄道向けに30両、台湾鉄路管理局向けに5両、朝鮮戦争における国連軍向けの標準軌仕様機が2両製造されており、製造総数は1,184両に及ぶ。
また、1987年（昭和62年）4月の国鉄分割民営化時には、西日本旅客鉄道（JR西日本）に1両（D51 200）が継承され、翌1988年（昭和63年）には東日本旅客鉄道（JR東日本）で1両（D51 498）が復籍し、この2両が動態保存されている。D51 498は復籍後の初仕業で来日中のオリエント急行を牽引、D51 200は2017年（平成29年）に山口線のSLやまぐち号で本線運転に復帰した。
現場の機関士にも操作性の良さから人気があり「デコイチ/デゴイチ」の愛称（後述）は、日本の蒸気機関車の代名詞になり、「名機」、「代表機」とも呼ばれる。もし、D51形がなければ日本はこれほど進歩しなかったかもしれないと極言する評価さえ存在し、その性能や扱いやすさは後世の試作研究の目標になるほどであった。

## 概要

### 誕生の背景
1929年（昭和4年）に始まった世界恐慌、その影響で日本国内で発生した昭和恐慌により、1930年代前半の日本における鉄道輸送量は低下していた。そのため、恐慌発生以前に計画されていた、D50形以降の貨物用新形機関車の設計・製造は中断されていた。
その後、景気が好転して輸送量の回復傾向が顕著になってきたため、改めて新形の貨物用機関車が求められた。鉄道省では電気機関車専用のチームがあり基礎研究も行われていたが、電化区間がまだ短く蒸気機関車に輸送の大部分を頼らざるを得なかった。
そこで1935年（昭和10年）に開発を始め1936年（昭和11年）から製造されたのがD51形である。C11形のボイラーで実用化された電気溶接技術を応用して製造され、当時の設計主任である島秀雄は「多くの形式の設計を手掛けた中でも、一番の会心作」としてD51形を挙げている。C53形の複雑な設計や工作不良を反省し、D51形では部分ごとの標準化やユニット化がされ、整備や修理が容易になっている。このシステマチックな視点は80系電車から新幹線車両の開発でも大きく反映され、システム工学の先駆けともいえる鉄道車両であった。当時の新聞には『お自慢づくしの機関車』として紹介され、新しい工作機械を導入せず従来のもので製造可能とした有力な機関車と評価された。

## 構造

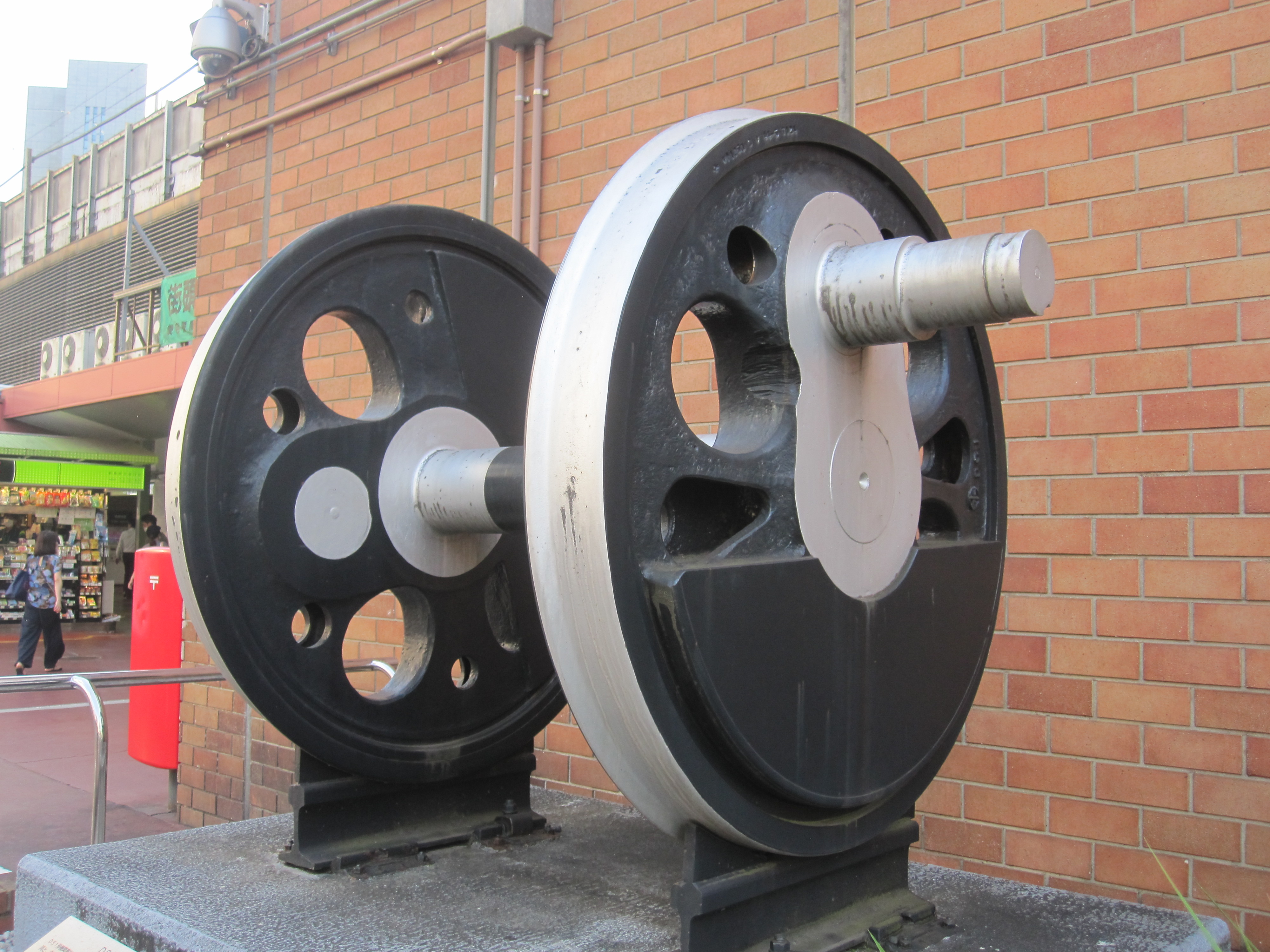
新橋駅汐留口前に保存展示されている国鉄D51形蒸気機関車の動輪。

設計の基本となったのは、同じく軸配置1D1のテンダー式機関車であるD50形で、三缶胴構成の燃焼室を持たない広火室構造のストレートボイラーを搭載し、棒台枠を採用するなどの基本設計は共通である。ボイラー使用圧力は当初D50形の13 kg/cm2に対して14 kg/cm2と1 kg/cm2昇圧、シリンダー径を縮小しつつ牽引力の若干の増大を図っている。新技術によりD50形よりも安定した優れた性能を発揮できるようになっている。
また、リベット接合部を電気溶接（アーク溶接）で置き換えるなど、構造と工法の見直しを行って軸重の軽減と全長の短縮を実現し、全国配備を可能とした。最大動軸重はD50形の14.99 tから14.30 tに引き下げられ、D50形では入線が困難だった丙線へ入線可能になった。ただし、標準形以降は動軸重が増大し、最終的に最大動軸重は15.11 tとD50形を超えている。
全長は初期形でD50形より571 mm短縮された。先台車からテンダー第4軸までの長さが17 mを、前部端梁からテンダー後部端梁までが19 mを、それぞれ超過するD50形は亜幹線クラス以下の路線に多数存在した60フィート (18.3 m) 転車台での転向が難しく、D51形で可能となったことは運用範囲拡大に大きく貢献している。またフロントオーバーハングの大きいD50形は、退行運転（逆機）や推進運転時に軽量な二軸車を中心として連結相手を脱線させてしまう事故をしばしば起したため、D51形では前部デッキと先台車の設計変更により改善が図られた。反面、先台車周辺の保守が難しくなり、検修陣にはD50形と比してD51形を嫌う者も少なくなかった。
動輪はそれまでのスポーク輪芯から、中空構造の箱形（ボックス）輪芯に変更している。これはアメリカで開発され、D51形の設計が始まる前年の1934年（昭和9年）に製品が発表されたものをいち早く採用した形である。その構造・形状から太鼓焼きや蓮根といった異名で呼ばれることもあったが、円盤に近い形状であるため円周の各部に均等に力がかかり、また比較的軽量であるという利点から以後ほぼ全ての省形蒸気機関車に採用されている。動輪の軸間距離は4,650 mmずつであるが、第4動輪はフランジを6 mm薄くして横動を許容しているため、固定軸距は第3動輪までの3,100 mmである。
最高速度はD50形では75 km/hであったが、D51形では85 km/hに向上した。
戦時形ではボイラー使用圧力が15 kg/cm2へ引き上げられ、動軸重の増加も行って牽引力を増大した。この際、空転対策のためにコンクリート製の死重をフロントデッキに搭載するなどの対策が講じられ、動輪上重量が15 tに増えたほか、シリンダー牽引力がD50形より8パーセント上昇した。初期形、標準形についても戦後に缶圧の引き上げと輪重増大改造が行われた。登場時は燃焼室を装備していないために他国の蒸気機関車と比較すると熱効率が高いとは言えなかったが、戦後に重油併燃装置が追加され三分の一以上も石炭が節約できるようになった他、引張定数または速度を10パーセント向上させている。戦後の調査では、日本国鉄は貨客車1,000t-㎞あたりの石炭消費量が1946年から1956年の間に67kgから39.1kgへ、消費量が42%減少しており、フランスの同じ条件、同じ十年間で77kgから54.3kgへ、27%の減少よりも優れた燃料消費量であったと記録されている。
電気溶接の全面的な採用と箱形化された動輪輪芯など、形態的には同時期に設計されたC57形との共通点が多い。

## 製造時期による区分
本形式は製造時期と形態から三種に大分される。以下にその特徴を記す。

### 初期形
D51 1 - 85・91 - 100
- 先台車：LT126、従台車：LT154B、テンダー：8-20・8-20A（8-20AはD51 91 - 96のみ）、動力逆転機搭載

初期に製造された95両は、ボイラー上の砂箱と煙突の間に給水加熱器をレール方向に置き、それらを覆う長いキセ（着せ＝覆い）を持つことが外観上の特徴である。その後の通常形ドームとの区別のため「半流線形形」、略して「半流形」と呼ばれるようになり、その形状から「ナメクジ」の通称もある。また、汽車製造会社製のD51 22・23はドームがさらに運転台まで延びているため「全流線形形」、略して「全流形」、あるいは「おおナメクジ」、「スーパーナメクジ」と呼ばれている。なお、D51 23はキャブ側面にタブレットキャッチャーを、ランボード上にナンバープレートを装着していた。この両機は後に保守上の都合等から通常の「ナメクジ」型に改装されている。
また、このグループは運転台の奥行きが標準形に比して短い。文献によっては、設計主任の島秀雄の配慮により機関車を大きく見せるために通常よりも小さく作ったものであると記述されたものがあるが、D50形よりも前頭部を短くしたために後部が重くなってしまい、そのバランスをとるために小型化したものである。ゆったりした運転台を持つD50形に比べ乗務員の労働環境として劣悪だったともされる一方で、D50形の運転室はボイラーとの重なりが多いため火室が大きく張り出しており実際に作業できる面積は見かけほど差がなく、本機ではボイラーの熱を避けるため必要最低限の広さとしていた。運転室は機関士席の下にある空気コックを開くと、比較的新鮮な空気が流入し、水バルブを併用すると冷気も流入して、煙と熱気による劣悪な環境を和らげる工夫もされていた。D51形やD52形の乗務に慣れると、D50形は機器や配管の位置が極めて乱雑な上に運転台が広いため操作に手惑い落ち着かないとの回想もあった。また乗務員用ツールボックスはD50形・D51形共に座席下にあり、ここに置いた弁当はすぐに腐ってしまったという。
第1動輪の軸重を重く、第4動輪の軸重を軽く配分していたD50形に対し、第1動輪の軸重がそれ以外よりも軽かったD51形は列車牽き出し時などの過荷重状態に第1動輪の軸重がさらに低下して空転する傾向が強かったため、額面上の性能向上にもかかわらず乗務員の評価は良くなかったとされる。全長短縮により部品が後方に設置されたことに加え、ボイラが計画重量よりも軽く仕上がったことが原因であった。なお空転の原因は、元乗務員の座談会では自動リバー（動力逆転機）が空気作動のため少し動かしたつもりが大きく変わってしまうこととされ、国鉄の鉄道技術発達史にはシリンダけん引力 (Cylinder power) に対する粘着力 (Adhesion) の割合が、D50形より小さいため操縦に慣れるまで好まれなかったと書かれており動軸重の配分については触れられていない。
様々な機関車に乗務した古参機関士からは9600形やD50形よりも良いと評価されたが足（軸重）の軽さが難点とされた。また、8620形や9600形が空転しにくいが勾配で自然停車する事態を受け、D51形の世代は砂撒きで補える空転を容認して勾配で止まらない設計になり、従来機との勝手の違いに戸惑う声が多かった。
初期形は、構造上汎用形の集煙装置が取り付けられないために配置が区別されており、標準形と同仕様へ改造された例も見られる。山口線で蒸気機関車運転の復活が決定された際にはD51 1が復活予定候補に挙がったが、集煙装置が取付不可だったために予定機から外された。結局、C57 1とC58 1が運用されたが、同形式の集煙装置の図面がなかったことから、標準形D51形用の長野工場（現・長野総合車両センター）式集煙装置が搭載された。

### 標準形
D51 86 - 90・101 - 954
- 先台車：LT126、従台車：LT154B、テンダー：8-20A・B、動力または手動（ねじ式）逆転機搭載
  - 8-20AはD51 86 - 90・101 - 106・199 - 211に連結。AとBの相違点は炭水車の台車で、Aは軸ばねにコイルばねを用い、側枠を一体鋳鋼製としたTR24形類似のもの、Bは軸ばねに重ね板ばねを用い、側枠を鋲接板台枠構造としたものである。
  - 逆転機はD51 134以降、微妙な操作が行いにくい動力式から手動式に戻された。

初期形の重量配分を改善するために1937・1938年（昭和12・13年）に浜松工場で製造されたD51 86 - 90において改良試作が行われ、給水暖め器を煙突前に枕木方向に載せ、担いばねの釣合梁（イコライザー）の支点位置を変更して動輪重量の配分を可能な限り修正する、動力式逆転機を手動式に変更するなどの設計変更が行われた。これにより初期形で問題とされた点は概ね改善され、1938年（昭和13年）6月竣工のD51 101以降はこの仕様で新製、この姿が広くD51形のイメージとして流布することとなった。
ただし、初期形と比較すれば改善されてはいたものの第1動輪の軸重がそれ以降の動輪軸重より軽いという傾向に変わりはなく、ボイラー圧力の引き上げなどによりシリンダー出力が増大していたこともあって、空転多発の一因となっていた。これは、戦時中以降に輸送力増強を図って動軸重の引き上げが許容され、フロントデッキなどにコンクリート塊の死重を搭載することで空転癖の改善が実現を見ている。また山岳路線の多い中部地方の機関区所属車を中心に、撒砂管を3本とも前進用に並べ替えたものが多々ある（本来は最後尾の1本は逆行用で第3動輪の直後に付いていたが、これを第4動輪の前に向け直した）。
なお、このグループの一部には台枠を圧延鋼板をくりぬいた棒台枠ではなく、D51 354 - 359・403 - 405など、鋳鋼製台枠を採用したものが存在する他、1943年（昭和18年）度製造分以降では、除煙板やナンバープレート、テンダーの石炭庫側板を木材で代用し、また煙室前部上方と煙室扉上部の丸みを省略するなど、金属資源節約と各部工程の簡略化が順次推し進められ、準戦時形と呼ぶべき仕様に移行した。戦後はこれらも徐々に標準形と同等の仕様となるように改修が行われている。

### 戦時形
D51 1001 - 1161

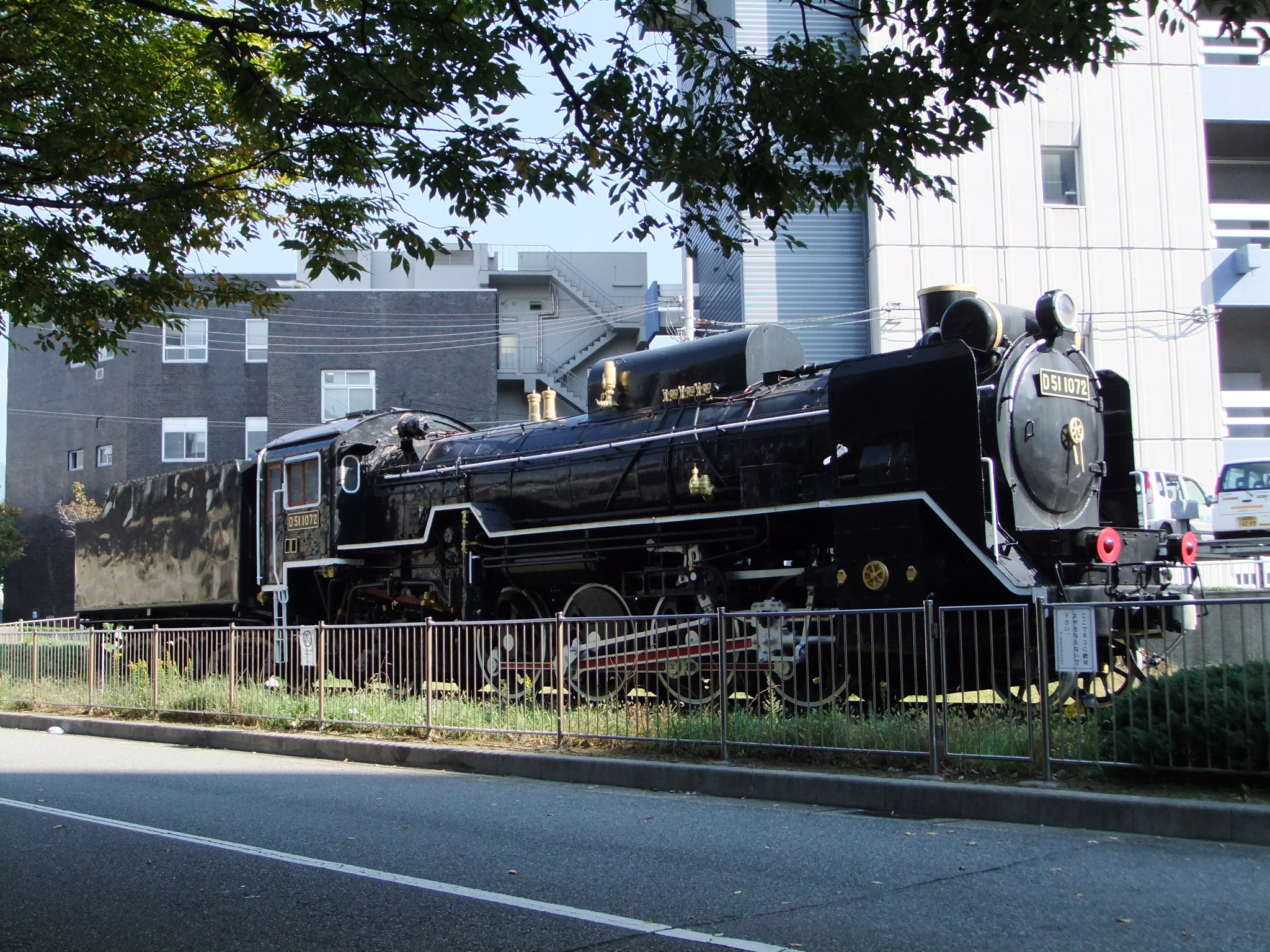
D51 1072
戦時形の特徴であるかまぼこ形ドームをボイラー上に搭載する。（保存場所：神戸駅近傍）

- 先台車：LT128、従台車：LT157、テンダー：10-20、手動（ねじ式）逆転機

1944年（昭和19年）度発注グループ（1944年（昭和19年）から1945年（昭和20年）にかけて竣工）は、上述の標準形後期やD52形と同様にランボードやデフレクターなどに木材などの代用材を多用、煙室前部上方と煙室扉上部の丸みの省略、ドームのカマボコ形化、といった簡素化に加え、台枠を省略した船底形炭水車に変更するなど、より一層の資材節約と工期短縮を図った戦時設計とし、また前述のとおり缶圧と動輪上重量の増大が行われて牽引重量増が図られた。このため新形式としてもよいところ、途中欠番を置いて1001から付番した。しかし、粗悪な代用材料を使用し、本来はリベット2列が基本だったボイラーなどの重要接合部をリベット1列に簡略化、さらに溶接不良が少なからずあったことが原因でD51 1140がボイラー爆発事故を起こし、乗務員には「爆弾を抱えて運転する気分」などと酷評された。戦後、これらの車両は、代用材使用部品の正規部品への交換、X線検査で状態不良と判定されたボイラーの新製交換などにより性能の標準化が行われたが、性能面に影響のなかった部位はそのまま存置され、カマボコ形ドームや炭水車の形状などに特徴が残った（なお、きわめて少数ではあるが、戦後の改装時に、炭水車を船底形から標準型と同じものに振り替えた例もある）。ごく一部の機体は、煙室前面と煙室扉上部の欠き取りもそのまま残されていた。

## 製造
量産を進める段階で国内情勢が戦時体制へと突入し、貨物機である本形式に対する需要が非常に大きくなったため、国内の大型機関車メーカー5社と国有鉄道の工場（工機部）のうち8工場が製造に参加し、1936年（昭和13年）から1945年（昭和20年）までの間に1,115両もの多数の車両が製造されることとなった。そのうちの8両については、国有鉄道の発注ではなく、私鉄の戦時買収や南樺太の内地化に伴い鉄道省へ編入されたもの、外地向けのものが戦況の悪化に伴う制海権喪失により発送できなくなり、国有鉄道籍を得たものである。また、955 - 1000は欠番となっているが、戦時型を1001から付番し番号で区別したためである。そのため、国有鉄道所有機のラストナンバーは1161である。

### 鉄道省（国有鉄道）発注車
国有鉄道発注車は、全部で1,107両である。その製造の状況は、次のとおりである。
- 1935年度（23両）
  - 川崎車輛（13両）：D51 1 - 13（製造番号1643 - 1655）
  - 汽車製造（10両）：D51 14 - 23（製造番号1371 - 1380）
- 1936年度（25両）
  - 川崎車輛（14両）：D51 24 - 37（製造番号1738 - 1742・1783 - 1791）
  - 汽車製造（5両）：D51 38 - 42（製造番号1451 - 1455）
  - 日立製作所（6両）：43 - 48（製造番号813 - 818）
- 1937年度（52両）
  - 川崎車輛（27両）：D51 49 - 67・71 - 78（製造番号1807 - 1819・1824・1825・1828 - 1831・1890 - 1897）
  - 日立製作所（3両）：D51 68 - 70（製造番号868 - 870）
  - 汽車製造（17両）：D51 79 - 85・91 - 100（製造番号1532 - 1538・1560 - 1569）
  - 浜松工場（5両）：86 - 90（製造番号19 - 23）
- 1938年度（127両）
  - 汽車製造（6両）：D51 101 - 106（製造番号1570 - 1575）
  - 川崎車輛（14両）：D51 107 - 120（製造番号1932 - 1945）
  - 日立製作所（27両）：D51 121 - 133・173 - 186（製造番号990 - 1002・1040 - 1053）
  - 日本車輌製造（39両）：D51 134 - 172（製造番号594・595・660 - 696）
  - 大宮工場（8両）：D51 187 - 194（製造番号1 - 8）
  - 浜松工場（8両）：D51 199 - 206（製造番号24 - 31）
  - 鷹取工場（7両）：D51 211 - 217（製造番号1 - 7）
  - 小倉工場（7両）：D51 220 - 226（製造番号16 - 22）
  - 長野工場（3両）：D51 229 - 231（製造番号1 - 3）
  - 土崎工場（2両）：D51 232・233（製造番号1・2）
  - 郡山工場（3両）：D51 234 - 236（製造番号1 - 3）
  - 苗穂工場（3両）：D51 237 - 239（製造番号1 - 3）
- 1939年度（196両）
  - 大宮工場（10両）：D51 195 - 198・243 - 244・469 - 472（製造番号9 - 18）
  - 浜松工場（15両）：D51 207 - 210・245 - 250・473 - 477（製造番号32 - 46）
  - 鷹取工場（11両）：D51 218・219・251 - 254・478 - 481・490（製造番号8 - 18）
  - 小倉工場（10両）：D51 227・228・255 - 258・482 - 485（製造番号23 - 32）
  - 苗穂工場（4両）：D51 240 - 242・489（製造番号4 - 7）
  - 長野工場（3両）：D51 259・260・486（製造番号4 - 6）
  - 土崎工場（3両）：D51 261・262・487（製造番号3 - 5）
  - 郡山工場（3両）：D51 263・264・488（製造番号4 - 6）
  - 川崎車輛（45両）：D51 265 - 309（製造番号2143 - 2152・2168 - 2177・2191 - 2197・2200 - 2209・2212・2211・2210・2213 - 2217）
  - 日立製作所（50両）：D51 310 - 359（製造番号1189 - 1237・1240）
  - 日本車輌製造（27両）：D51 379 - 405（製造番号754 - 780）
  - 汽車製造（15両）：D51 442 - 456（製造番号1861 - 1875）
- 1940年度（184両）
  - 日立製作所（43両）：D51 360 - 378・589 - 612（製造番号1238・1242・1239・1241・1243・1244・1246・1245・1247 - 1257・1420 - 1431・1434・1433・1432・1435 - 1443）
  - 日本車輌製造（45両）：D51 406 - 441・613 - 621（製造番号781 - 816・891 - 899）
  - 汽車製造（20両）：D51 457 - 468・581 - 588（製造番号1786 - 1887・2024 - 2031）
  - 大宮工場（10両）：D51 506 - 515（製造番号19 - 28）
  - 浜松工場（13両）：D51 518 - 530（製造番号47 - 59）
  - 鷹取工場（10両）：D51 491 - 500（製造番号19 - 28）
  - 小倉工場（9両）：D51 535 - 543（製造番号33 - 41）
  - 長野工場（3両）：D51 548 - 550（製造番号7 - 9）
  - 土崎工場（3両）：D51 551 - 553（製造番号6 - 8）
  - 郡山工場（4両）：D51 555 - 558（製造番号7 - 10）
  - 苗穂工場（4両）：D51 559 - 562（製造番号8 - 11）
  - 川崎車輛（17両）：D51 564 - 580（製造番号2417 - 2433）
  - 三菱重工業（3両）：D51 632 - 634（製造番号323 - 325）
- 1941年度（79両）
  - 鷹取工場（6両）：D51 501 - 505・690（製造番号29 - 34）
  - 大宮工場（2両）：D51 516・517（製造番号29・30）
  - 浜松工場（5両）：D51 531 - 534・685（製造番号60 - 64）
  - 小倉工場（4両）：D51 544 - 547（製造番号42 - 45）
  - 土崎工場（1両）：D51 554（製造番号9）
  - 苗穂工場（1両）：D51 563（製造番号12）
  - 日本車輌製造（25両）：D51 622 - 631・670 - 684（製造番号932 - 941・995 - 1000・1020 - 1028）
  - 三菱重工業（17両）：D51 635 - 641・660 - 669（製造番号326 - 332・336 - 345）
  - 日立製作所（18両）：D51 642 - 659（製造番号1460 - 1477）
- 1942年度（112両）
  - 浜松工機部（12両）：D51 686 - 689・819 - 826（製造番号65 - 76）
  - 鷹取工機部（9両）：D51 691 - 694・831 - 835（製造番号35 - 43）
  - 日立製作所（33両）：D51 695 - 727（製造番号1669 - 1668・1679 - 1691）
  - 日本車輌製造（12両）：D51 728 - 739（製造番号1130 - 1141）
  - 川崎車輛（20両）：D51 748 - 767（製造番号2692 - 2701・2718・2719・2725 - 2728・2763 - 2766）
  - 汽車製造（13両）：D51 773 - 785（製造番号2256 - 2261・2282 - 2286・2303・2265）
  - 三菱重工業（13両）：D51 791 - 803（製造番号360 - 372）
- 1943年度（163両）
  - 日本車輌製造（33両）：D51 740 - 747・846・847・916・917・1063 - 1083（製造番号1182 - 1187・1215 - 1220・1229 - 1249）
  - 川崎車輛（40両）：D51 768 - 772・843 - 845・918 - 949（製造番号2866 - 2873・2892 - 2901・2908 - 2917・2953 - 2964）
  - 汽車製造（15両）：D51 786 - 790・866 - 875（製造番号2326 - 2330・2355 - 2364）
  - 三菱重工業（35両）：D51 804 - 818・896 - 915（製造番号373 - 387・399 - 418）
  - 浜松工機部（12両）：D51 827 - 830・848 - 852・861 - 863（製造番号77 - 88）
  - 鷹取工機部（15両）：D51 836 - 842・853 - 860（製造番号44 - 58）
  - 日立製作所（13両）：D51 876 - 888（製造番号1814 - 1826）
- 1944年度（146両）
  - 日立製作所（19両）：D51 889 - 895・1051 - 1062（製造番号1827 - 1837・1886 - 1888・1890・1889・1891 - 1893）
  - 三菱重工業（50両）：D51 1001 - 1050（製造番号419 - 468）
  - 日本車輌製造（46両）：D51 1084 - 1129（製造番号1272 - 1289・1291 - 1318）
  - 川崎車輛（31両）：D51 1130 - 1160（製造番号3008 - 3011・3013 - 3024・3026 - 3028・3030 - 3042）

### 恵須取鉄道からの購入車
D511・2 → D51 864・865：恵須取鉄道（樺太）より買収。
1944年に未成のまま買収された樺太の孤立鉄道より編入したもので、概ね標準形に準ずるが、寒冷地対策として製造時より密閉キャブであり、炭水車の前端部にも風除けを立ててキャンバス製の幌を運転台との間に設けていたのが特徴である。1943年、汽車製造製（製造番号2235・2331）。この2両は樺太には送られず、北海道内で使用された。

### 胆振縦貫鉄道買収車
D5101 - D5105 → D51 950 - D51 954：1944年胆振縦貫鉄道より買収
内地私鉄がD51形同等機を新造した唯一の事例である。D5101 - D5103の3両は同鉄道開業前の1940年5月に設計認可を得て、開業直後の1941年1月に竣工した。厳密な竣工日は順に1941年1月9日、11日、13日。以後輸送力強化のため、それぞれ1942年7月17日・1943年5月7日付けでD5104・D5105が増備された。製造はD5101 - D5104が汽車製造（製造番号2021 - 2023・2234）、D5105が日立製作所（製造番号1785）で、いずれも同時期の省鉄向けに準じた仕様で竣工しており、形態も標準形と同様である。

### 日本窒素からの購入車
D51 1161 日本窒素より購入。
海南島の日窒興業石碌鉄道で使用するため日本車輌製造本店で製造されたものの、海軍の敗退で制海権が失われ、発送できなくなったものを国鉄が購入した。戦時形であり、D51形全体で見ても唯一の1945年（昭和20年）製（製造番号1373）で、鉄道研究者の実見により、工作方法がより簡素化されていたのが確認されている。

## 外地（日本国外）向け車
日本本土（内地）向けの他、戦前から台湾総督府鉄道向けに製造されたものが32両（1944年（昭和19年）製の5両は、一時的に日本国鉄のD51 1162 - 1166として借入使用された）、戦後にソビエト連邦サハリン州鉄道向けに輸出されたものが30両、国連軍に納入されたものが2両、さらに1951年に台湾鉄路管理局向けに輸出された5両が存在する。これらを合わせると、D51形は1,184両製造されたことになる。

### 中国
中国海南島の鉄石輸送のための日窒興業石碌鉄道は、1067mm軌間であり、1942年（昭和17年）および1943年（昭和18年）（1944年（昭和19年）との説もあり）に5両のD51形（D51 621・632 - 635）が供出されたが、終戦時には2輌のみ存在していた。中国国鉄の形式も持っていない（秦皇島地方鐵道は「D-51型」と呼ばれる）。
1957年八石線として復旧から1970年標準軌に改軌まで運用した。その後D51 634・D51 635が秦皇島地方鐵道に売却され、1984年標準軌に改軌により廃車した。

### 台湾総督府鉄道・台湾鉄路管理局

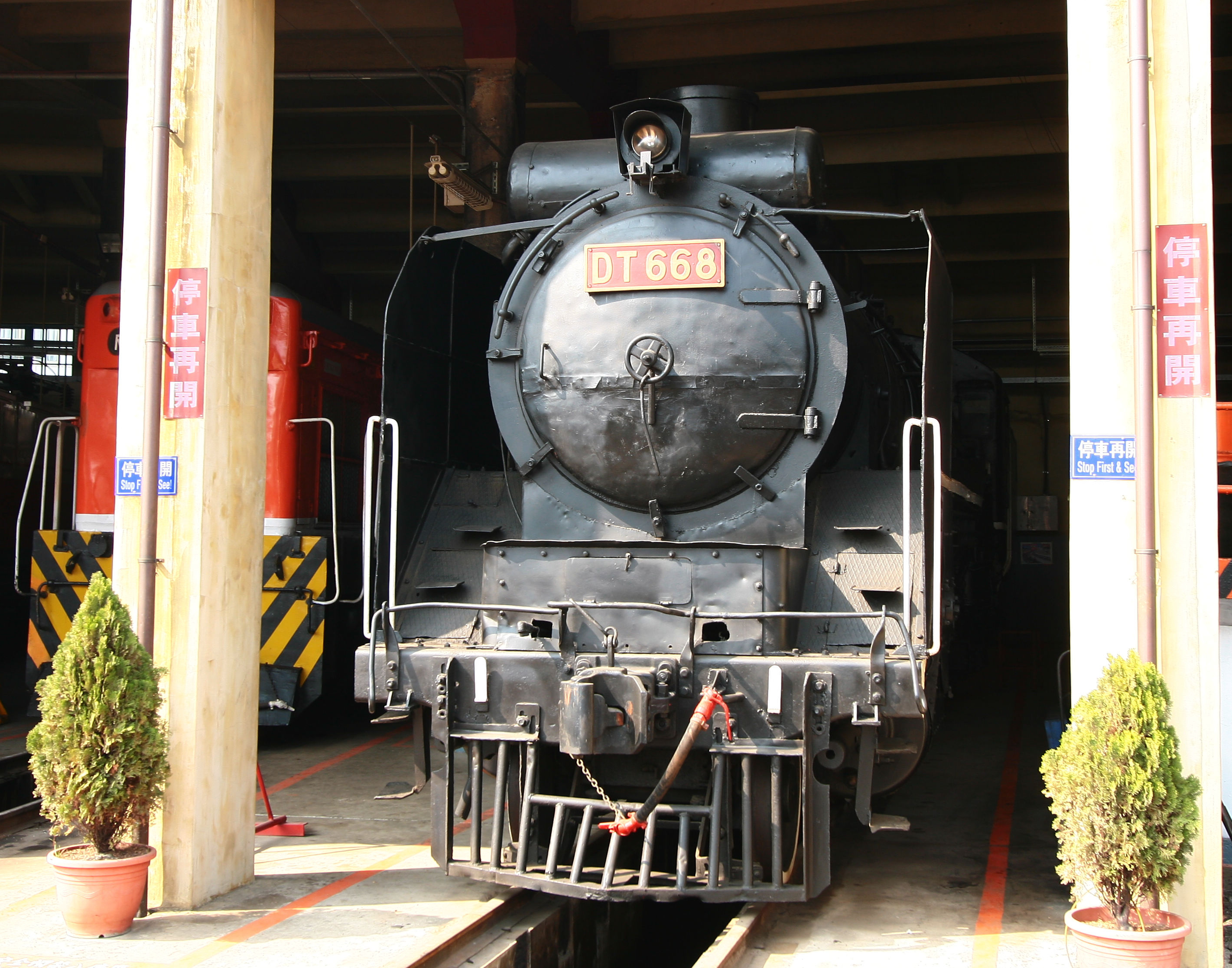
動態復元された台湾鉄路管理局DT668号機

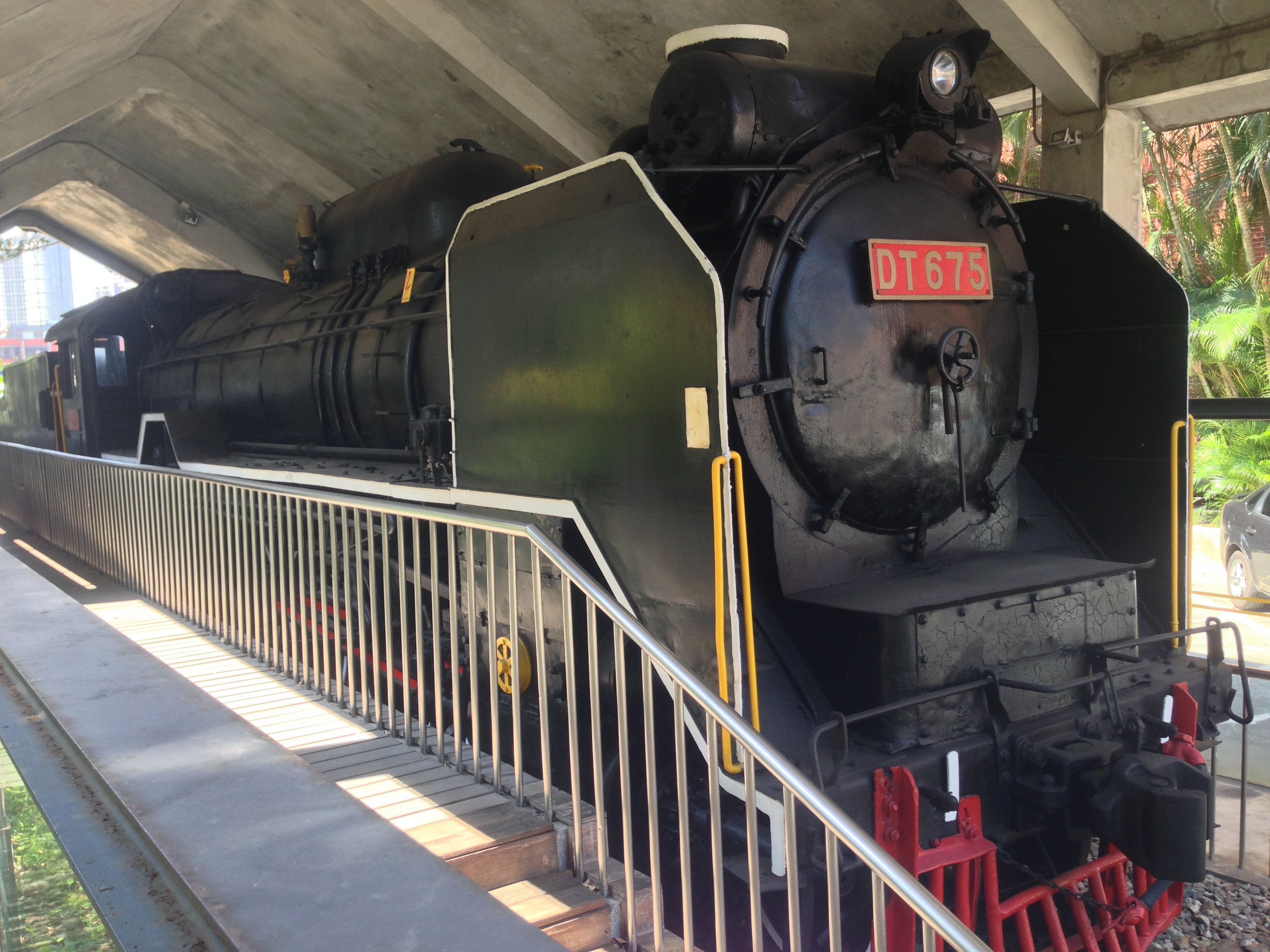
新北市指定文化遺産として静態保存されている台湾鉄路管理局DT675（新北市芸文中心）

当時、日本の統治下にあった台湾の総督府鉄道向けに1939年（昭和14年）から1944年（昭和19年）にかけ32両 (D51 1 - 32) が製造されたもので、形態的には1 - 27が標準形に、28 - 32が戦時形に属する。このグループのうち前者は鉄道（運輸）省/日本国有鉄道籍を有したことはない（後者については後述）。製造の状況は次のとおりである。
- 1939年度（3両）
  - 川崎車輛：D51 4 - 6（製造番号2218 - 2220）
- 1940年度（3両）
  - 汽車製造：D51 1 - 3（製造番号1888 - 1890）
- 1941年（12両）
  - 川崎車輛：D51 7 - 18（製造番号2416・2463 - 2470・2591 - 2593）
- 1942年（6両）
  - 汽車製造：D51 19 - 24（製造番号2231 - 2233・2262 - 2264）
- 1943年（3両）
  - 日立製作所：D51 25 - 27（製造番号1737 - 1739）
- 1944年（5両、戦時形）
  - 日立製作所：D51 28 - 32（製造番号1674 - 1678）

このうち、戦時形のD51 28 - 32は制海権喪失で発送できず、一時的な措置として国有鉄道が借り入れ、D51 1162 - 1166として使用された。この時期、本土では既に戦時形（1000番台）が製造されていたが、この5両は戦前の標準形と似る形態（ドームはかまぼこ形でなく、標準形と同じ形状）で製造された。これは、外地向けゆえ、大日本帝国の威信を保つためといわれている。しかし、見た目こそ標準形だったが、ドーム以外の実態、炭水車などは内地向けに製造されたものと同じ戦時形で、性能、機能面で劣るため、使用晩期はボイラ圧力が12kg/cm2に制限されていた。この5両は、戦後の1946年（昭和21年）4月になって台湾に発送された。台湾のD51形は、戦後台湾鉄路管理局に引き継がれ、DT650形 (DT651 - 682) と改称された。
戦後の1951年（昭和26年）、国際連合の援助による中華民国の注文で、5両の標準形（カウキャッチャー付き、炭水車はやや大型化）が台湾に輸出され、DT683 - 687とされた。製造は汽車製造が3両（DT683 - 685・製造番号2608 - 2610）、新三菱重工が2両（DT686・687・製造番号718・719）だった。この5両が、D51形として最後の新製機となった。

### ソビエト連邦（樺太）向け輸出車

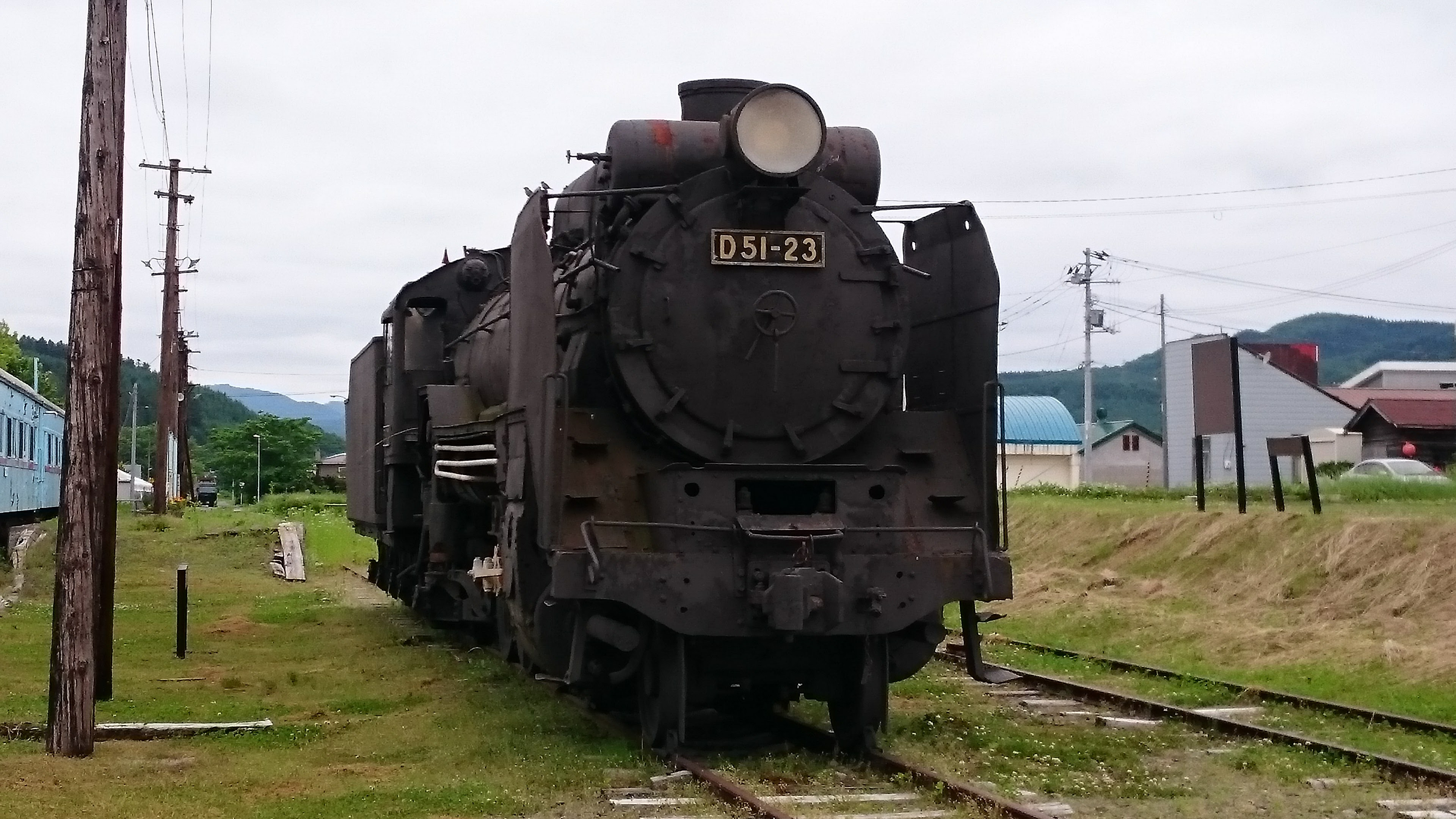
振内鉄道記念館で保存されているD51-23

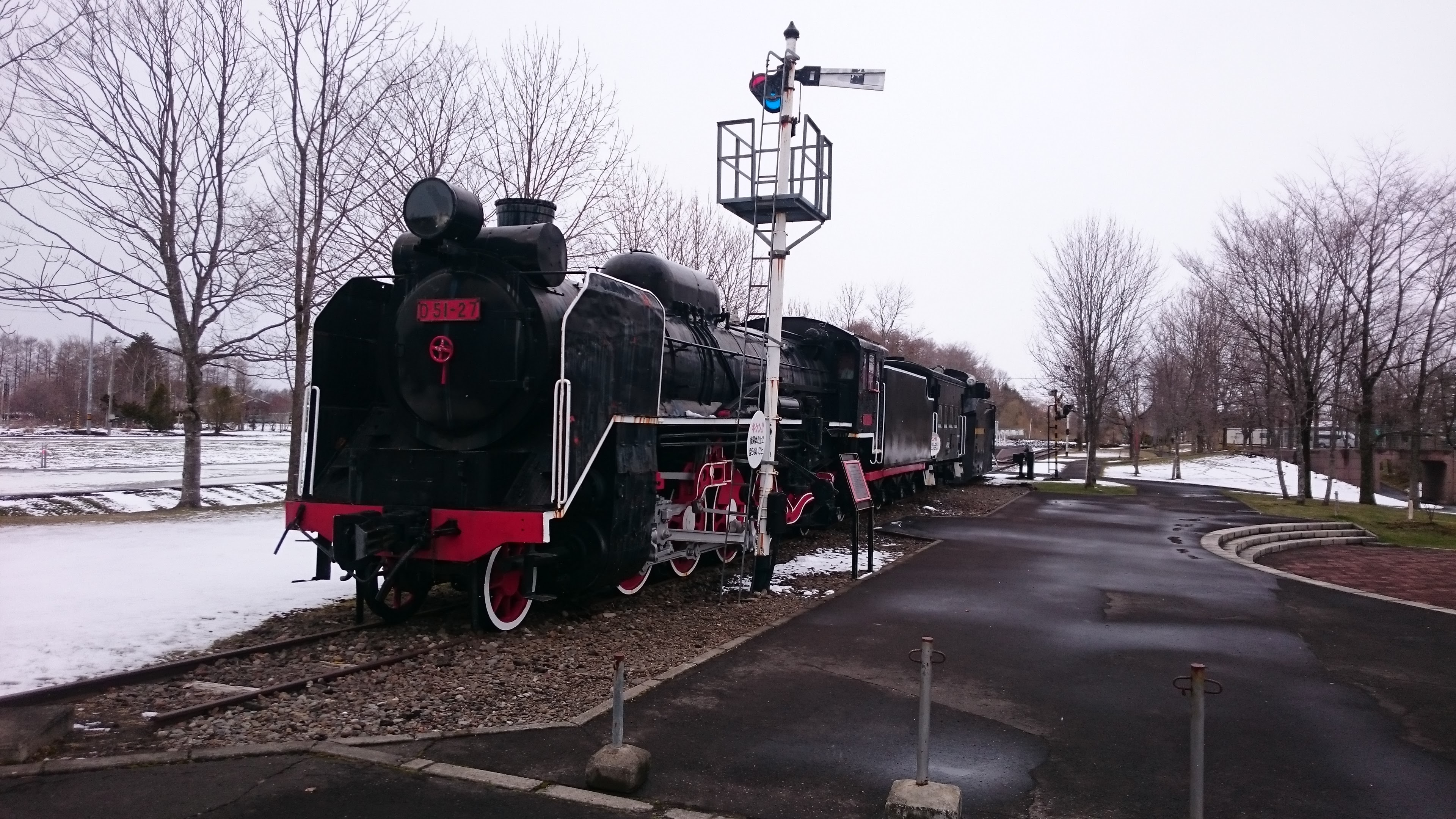
別海町鉄道記念公園で保存されているD51-27

1949年（昭和24年）、ソビエト連邦へ輸出物資の一環として、国鉄形客車各種などとともに30両が樺太に送られた。
これらは、同年1月から4月にかけて5社で製造されている。樺太向けに輸出されたものは、国内向けのものと区別するために、形式番号と車両番号の間にハイフンが入っている（例えば、国内向けは「D51 27」であるのに対して、樺太向けは「D51-27」）。また防寒のために運転席は密閉構造になっているなど、一部構造が国内向けとは異なっている。
なお、形式やナンバープレートにロシア語で使用されるキリル文字の「Д」ではなく、ラテン文字の「D」が使われている。蒸気機関車研究家の臼井茂信は、サハリン占領後も鉄道システムは日本式だったためではないかと推測している。

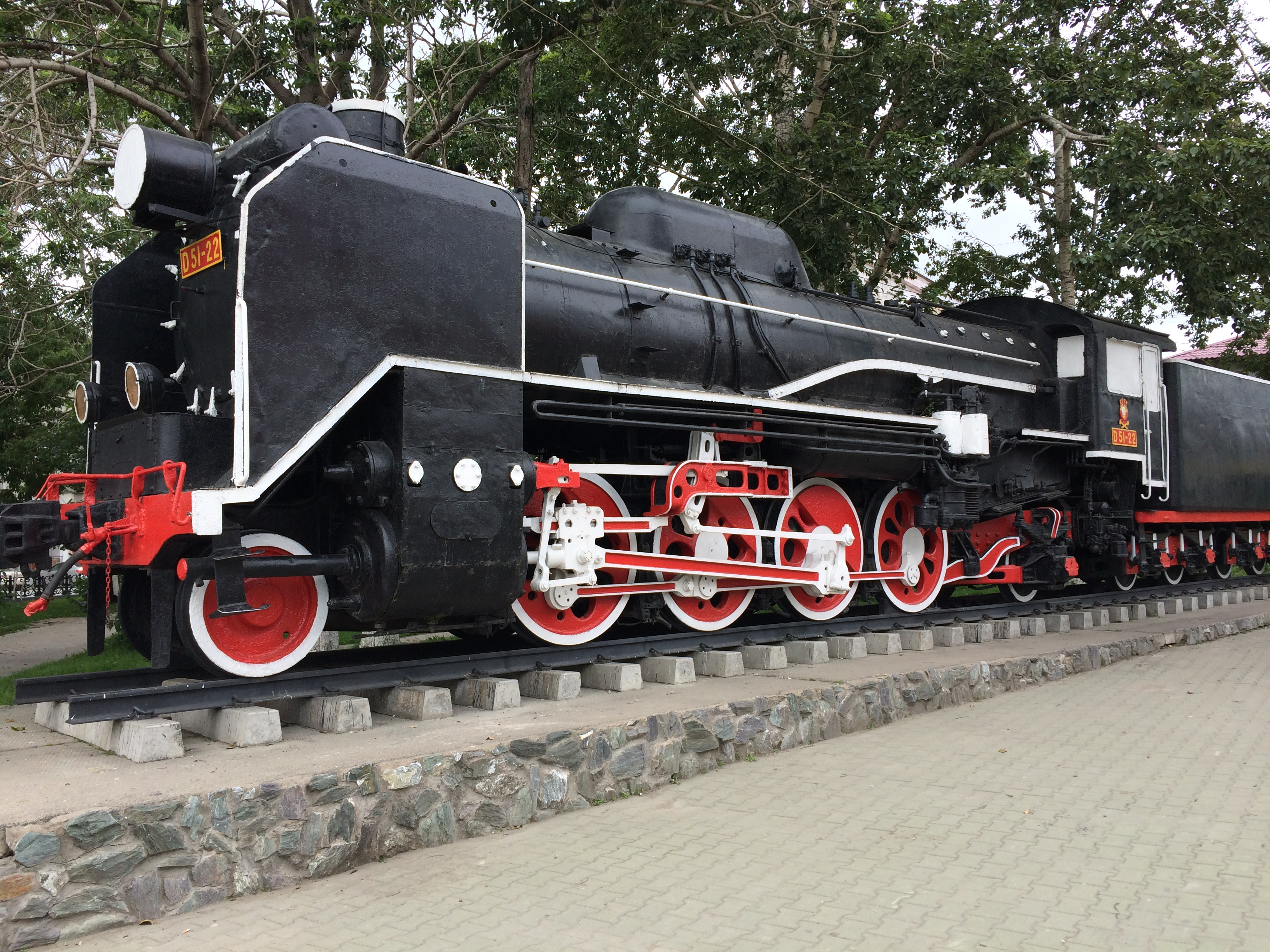
ユジノサハリンスク駅前に保存されているD51-22（2015年8月撮影）

樺太向けD51形の製造の状況は、次のとおりである。
- 日本車輌製造（7両）：D51-1 - 7（製造番号1512 - 1518）
- 川崎車輛（7両）：D51-8 - 14（製造番号3170 - 3176）
- 日立製作所（6両）：D51-15 - 20（製造番号2032 - 2037）
- 汽車製造（5両）：D51-21 - 25（製造番号2576 - 2580）
- 三菱重工業（5両）：D51-26 - 30（製造番号665 - 669）

なお、よく賠償物資として輸出との誤解がみられるが、正規の条約である日ソ共同宣言の締結は1956年（昭和31年）であり、条約締結以前に賠償物資の請求は原則的にありえない。そして日ソ共同宣言時には条約第6項においてソビエトは日本に対し賠償請求権を放棄している。また当時の複数の文献「機関車」第3号（1949年（昭和24年）11月発行）や「交通技術」51号（1950年（昭和25年）10月号）にも正規の輸出との記述が存在する。一方「賠償輸出」という記述が見られ始めたのは、往時の記録があいまいになりだし、孫引きが増加した1970年代以降のことである。

### 国連軍・韓国鉄道
1950年（昭和25年）の朝鮮戦争勃発とともに鉄道は主要な攻撃対象となり、多数の機関車が破壊された。この被害補充のためにアメリカ第8軍は国連軍名義で日本に蒸気機関車を発注するが、他社が南満洲鉄道や朝鮮総督府鉄道の設計図を流用して「ミカイ形」を製造するなか、中日本重工業（現・三菱重工業）のみがD51形を標準軌・密閉キャブ化して納入した。製造の状況は次のとおりである。
- 1950年（2両）
  - 中日本重工業：D51 101・102（製造番号705・706）

2両とも休戦後に大韓民国交通部鉄道局（当時。後の鉄道庁）に引き渡され、미카7形（ミカ7形）1・2として1960年代まで使用された。

## 戦後の改造機

### C61形への改造

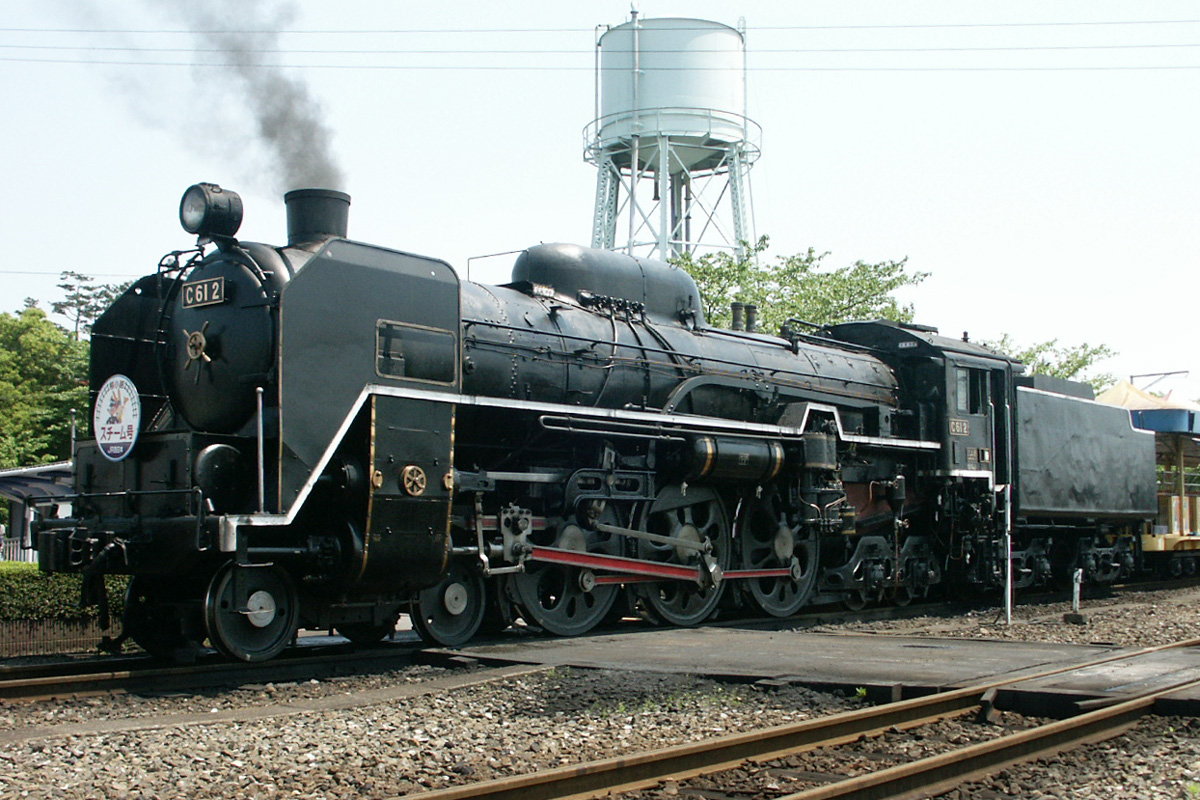
C61形2号機（梅小路蒸気機関車館、2003年）

戦後、軍需貨物輸送の事実上の消滅と食糧難に起因する買い出し等による旅客の激増により、戦時中とは貨客の輸送需要が完全に逆転した。これに伴い、戦時中に最優先で量産されていた車齢の若い貨物用機関車が大量に余剰を来す一方で、旅客用機関車は1942年（昭和17年）以降製造されておらず、1946年（昭和21年）から1947年（昭和22年）にかけて急遽C57形32両とC59形73両が製造されて不足が補われ、以後も順次旅客用機関車を増備して旺盛な旅客需要に対応することが計画されていた。実際にC57形・C59形両形式の追加生産が継続的に実施されており、1948年（昭和23年）の段階で機関車メーカー各社は大量の仕掛品在庫を抱えていた。
だが、その後は預金封鎖が断行されるほど逼迫していた政府財政に起因する予算凍結が実施され、国鉄は機関車の自由な新規製造が不可能な状況に陥った。そのため、なおも不足する旅客用機関車を確保すべく、1948年（昭和23年）にGHQ側担当将校デ・グロートの助言に従い、D51形のボイラーを活用してC57形の軸配置2C1に従輪1軸を追加し重量増に対応させた軸配置2C2の走り装置を組み合わせた、C61形旅客用機関車が33両製造された。
新規製造ではなく書類上改造扱いだったため、予算会計上の規制を回避できた。同様の手法でD52形を旅客用に改造したC62形も49両が登場している。
既に車籍が存在していれば、実際にはほとんど新製であっても書類上「改造」とすることで会計監査上の指弾を免れうる、といういかにも官僚主義的なこの回避策は、戦前の統制経済初期段階から地方私鉄では車両確保の常套手段と化していた方策である。つまり国鉄当局は、貨物用機関車のボイラーを旅客用機関車に転用すればよい、というデ・グロートの助言をこれ幸いと言質にとって、戦前から監督官庁としてその手口を知悉していたこの策を講じた。また、このプランは仕掛状態で宙に浮いていたC57形未成車の部材、ひいては突然の予算凍結で困窮を強いられたメーカー各社の救済という意味合いもあり、33両といういかにも中途半端な製造両数も仕掛部材の残数に由来する。

### 重油併燃装置の装備
戦後の国鉄では石炭不足の対策として、石炭の節約を目的とした重油併燃装置の採用が計画された。当初は北陸本線福井駅 - 米原駅間と土讃本線（現・土讃線）で1951年より採用された。
重油タンクの装備位置は地域ごとに異なり、ボイラー上のドームの後ろ側に680リットルのカマボコ形タンクを装備するケースと、炭水車（テンダー）の炭庫後方に1,500リットルもしくは3,000リットルの直方体タンクを装備したケースがある（大型の3,000リットルタンク装備車は東北地方に多かった）。
また、肥薩線大畑越えに使用された人吉機関区のD51形は、ボイラー上のタンクの容量不足を補うために助手席側ランボード上に200リットルの補助タンクを装備していた。

### 集煙装置の装備
北陸本線中ノ郷駅 - 今庄駅間は柳ヶ瀬トンネルなどトンネルや急勾配が続く難所であり、乗務員は煙の流入に悩まされていた。同区間を担当する敦賀機関区では煙を後方に流して運転室への煙の流入を防ぐ集煙装置を考案し、D51 322で試験を行ったところ試験結果が良好であったため、敦賀機関区所属のD51形全機に設置された。
同様の目的による集煙装置の装備は他線区でも行われ、工場によりそれぞれ形態の異なるものが装備されていた。

### 軸重可変機構の装備
個別の改造機として注目すべきは、1956年（昭和31年）11月の運転業務研究会発表資料として軸重可変機構を付与された、奈良機関区所属のD51 65である。
当時の奈良機関区は中在家信号場前後に加太越えの難所を擁す関西本線を担当しており、重量級列車の機関車運用には困難を伴い、特に上り勾配での牽き出し時に重心移動で空転が発生しやすいD51形は、その改善が望まれていた。D51 65での改造はこの問題を解決するために提案されたもので、第4動軸後部の主台枠に空気シリンダーを取り付け、第4動軸と従台車を結ぶ釣り合い梁（イコライザー）の支点位置を移動させて軸重バランスを変え、これにより動軸重を通常の13.96tと15.46tに切り替え可能とするものである。
この軸重可変機構は、上り勾配や出発時における空転抑止に加え、撒砂量の減少により軌道保守の負担軽減にも資するという特徴を有し、さらに単純に甲線規格対応の強力機を導入する場合とは異なり、上り勾配区間や駅構内などの必要な区間のみを軌道強化すればよく、本形式の運用線区に制約を加えるものではない、というメリットもあった。もっとも、この方式は動力近代化の方向性が定まってからの改造のためか他車には波及せずに終わっている。ただし、D51 65はその後奈良機関区から吹田第一機関区へ転じ、吹田操車場の入換機として、比較的長期にわたりこの仕様のままで運用された。
同様の軸重可変の思想は、後のDD51形ディーゼル機関車やED76形電気機関車などの中間台車でも採用された。

### 自動給炭装置の装備
熱量の小さい常磐炭田の石炭を常用する常磐線では1仕業での投炭量が4 - 5トンを超過していたことから、機関助士の2人乗務が必要であった。これを避けるべく1957年に水戸、平機関区配置の20両を対象に自動給炭機（メカニカルストーカー）を追加搭載した。

### D61形への改造

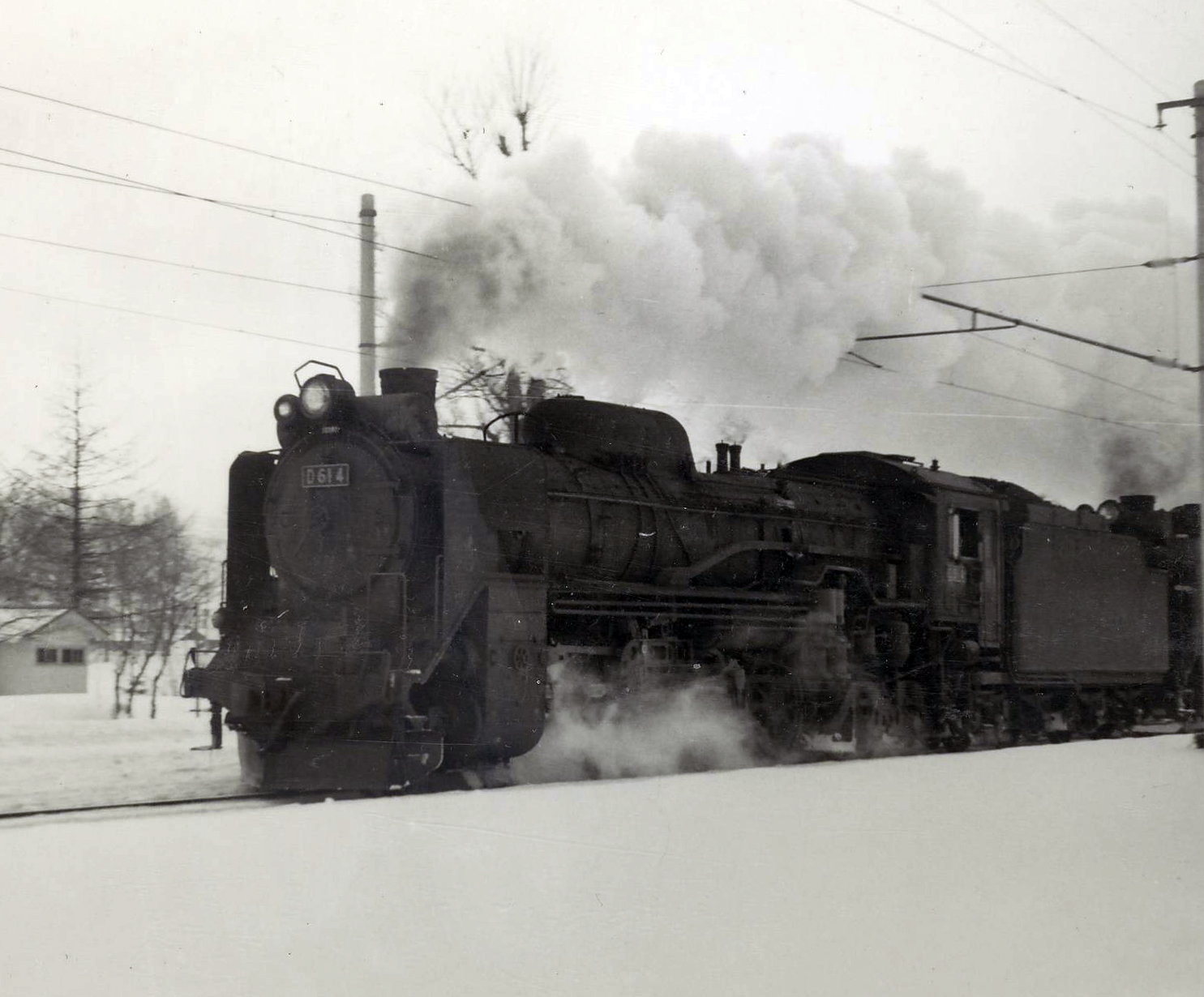
D61形4号機（1974年）

本線の無煙化で余剰となった大型機を線路規格の低い地方線区で活用するため、1960年（昭和35年）にはD51形の6両に対して従台車を交換し軸配置1D2とする軸重軽減の改造が施され、新形式のD61形となった。
しかし地方線区でのD61形の需要は少なく、羽幌線などで使用されたのみであった。

### ギースル・エジェクタの装備

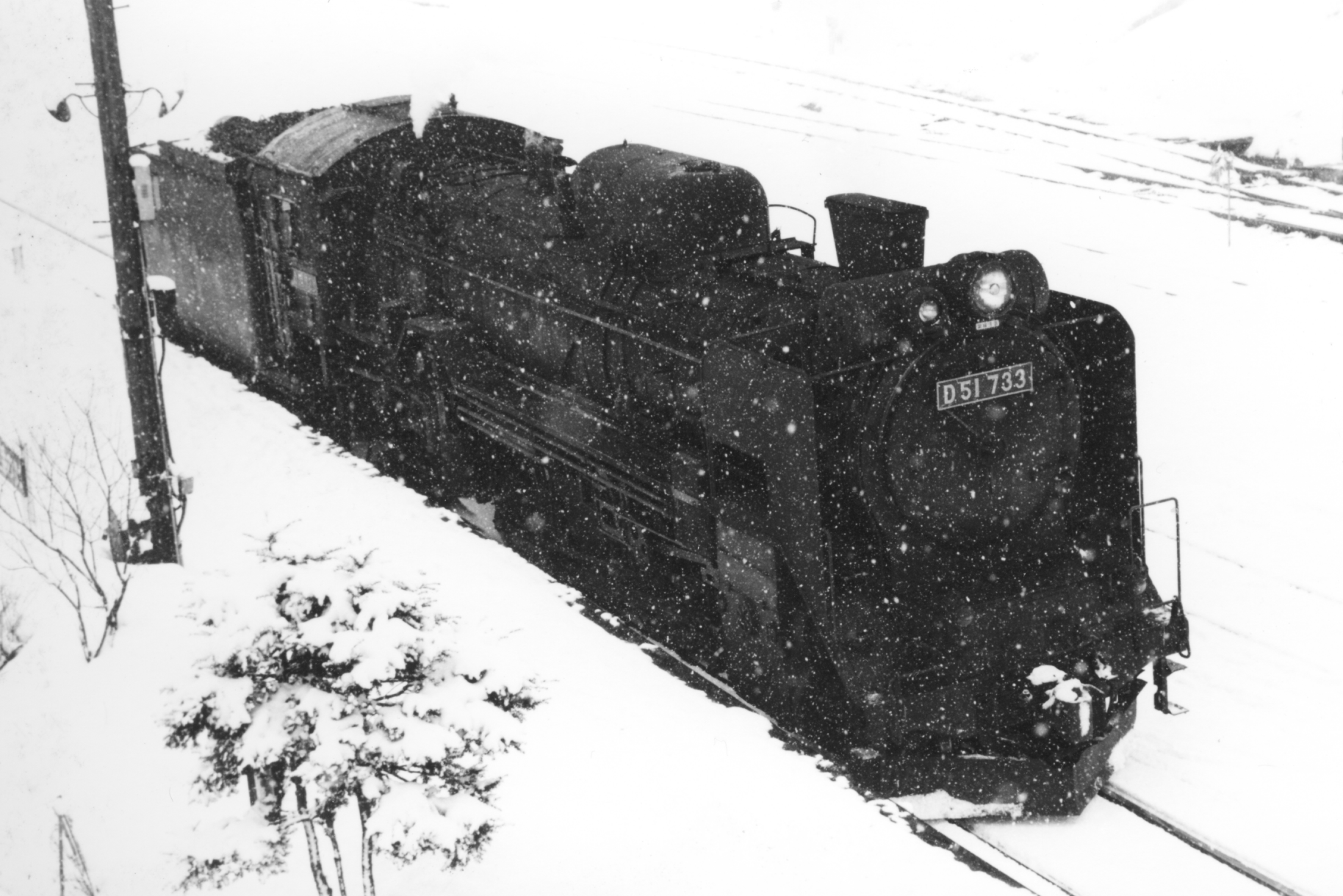
ギースル・エジェクタを装備したD51 733（1973年3月）

ギースル・エジェクタはオーストリアのアドルフ・ギースルにより開発された誘導通風装置で、1963年3月に長野工場で改造された上諏訪機関区所属のD51 349で試験された。外観上は煙突が前後に細長い長円形の扁平な形状となっている。
シンダの溜まりが多く、また火の粉止めとしての効果も得られるなど好成績で、これを皮切りに合計36両に対して取り付けられた。秋田機関区や北海道の各機関区、特に追分機関区所属車に対して集中的にこの改造が実施されている。

### その他の改造
その他にもD51形は使用線区の事情に応じて様々な改造が施され、北海道や東北地方では寒冷地対策として、運転室特別整備工事と称する開放形運転台から乗務員扉の付いた密閉形運転台への改造が実施され、長野では砂撒き管の増設が行われている。
北海道で活躍したD51 54は、ナメクジ形ドームの砂箱前方を取り払い、その部分より前方を標準形と同様の形態に改装され、ナメクジ形ながら標準形の風貌を持つことで知られた。この機関車は特異な改造だったため、オリジナルを尊重する愛好家からは敬遠されたものの、変形機としての人気があり、地元では「オバQ」という愛称で呼ばれた。
その他にもATS用発電機の設置、副灯の設置、キャブの屋根の後方への延長、運転室左右の前面部への旋回窓の設置、さらには変形（切り取り式）デフ（変形デフの形状は担当工場ごとに細かく異なる）の装備など、変化のバリエーションは多い。

## 運用

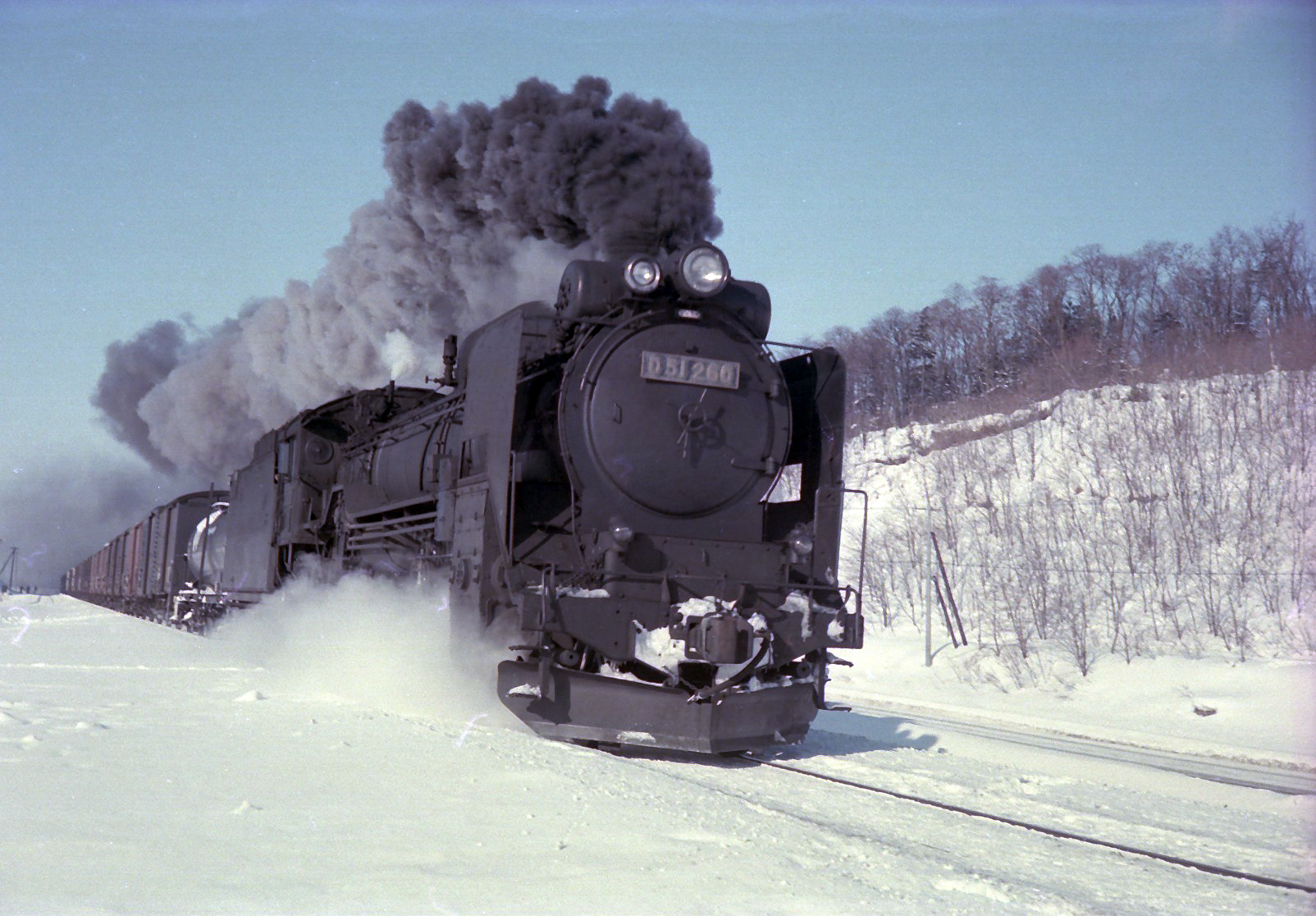
室蘭本線で貨物列車を牽くD51 260（1974年ごろ）

全国の幹線・亜幹線に普及し、至る所でその姿は見られた。ただし、四国では土讃本線（現・土讃線）限定で使用された。貨物用のため地味な存在だったが、中央本線（中央東線・中央西線とも）や函館本線の“山線”区間（長万部 - 小樽間）などのように急勾配区間の多い路線では、急行をはじめとする優等列車を含む旅客列車の牽引に使われることも多く、羽越本線などのような平坦路線でも旅客列車牽引に使われた例があった。D51形は軸重が大きいため、多くは東海道本線や山陽本線、東北本線など、幹線の貨物列車を中心に牽引した。中にはお召し列車を牽引した車両や、先述のD51 65のように新鶴見操車場や吹田操車場などの基幹ヤードでハンプ押上げ用として使用された車両もある。
運転・保守両面では一部勾配線（後述）を除き概ね好評を博し、全国的に鉄道車両の保守状態が劣悪だった第二次世界大戦終結直後でも、D51形は9割を超える車両が稼働状態にあったといわれる。また、D51形以前の機関車は乗務員が慣れるまでの評価が低いものが多かったが、D51形は予想以上の好評で迎えられ、一番扱いやすい機関車であったとの証言も残っている。
平坦線を担当する各機関区では、高速走行時の脱線対策が採られていたこともあって比較的スムーズに導入が進んだ。しかし、勾配での重量貨物列車牽引においては、出力の増大と入線範囲拡大を目的とした動軸重の減少、それに車体長短縮などの設計上の無理に起因する不適切な動軸重配分によって、上り勾配での牽き出し時に生じる重心移動で空転しやすい傾向があり、勾配線では基本となったD50形の方が有利な局面が多々存在した。そのため、粘着性能の良否が直接列車の定時運行に影響する北陸本線や信越線などの勾配線を受け持つ機関区では、敦賀機関区を筆頭に改良版である標準形さえ忌避し、額面上の性能では劣るが空転しにくいD50形の配置を強く要望する区が少なからず存在した。
こうした否定的な状態が発生した理由は、D50形においても勾配で立ち往生や逆行を頻発させていたためで、1928年（昭和3年）には2両のD50形が牽引する北陸本線の貨物列車が柳ヶ瀬トンネルで空転を起こし、救援に向かった列車も立ち往生してしまい全員が窒息による危篤状態に陥り、3名（5名説もあり）が死亡、12名が昏倒する悲惨な事故を起こしていた。
1941年（昭和16年）から生産されたC59形は、当初の計画ではD51形とボイラーを共通設計として量産効果や保守の容易化といったメリットが出る予定だったが、D51形において前後方向の重心問題が解決しなかったことで共通設計を断念し、対策としてD51形のものを基本としつつ煙管長を500 mm延長して重心を前方にシフトさせた専用ボイラーを別途設計することを強いられている。しかも、それでさえ従軸の軸重が過大で列車牽き出し時に車輪の割損事故を引き起こすなど、ボイラー火室付近の重量が過大であることを示すトラブルが頻発しており、この点からも、D51形のボイラーは機関車の重心設計という点で決して好ましいデザインではなかったことが見て取れる。
またD51形の初期生産車は動軸の軸ばね機構が揺動特性の点で有利な下ばね式となっており、良好な乗り心地で乗務員からは好評であったD50形を運用していた各区からは酷評を受けた。中でも初期型（ナメクジ型）の評価が特に低く、事例としてD51 1・2をはじめとする初期型の新製配置先だった敦賀機関区や松本機関区、それに木曽福島機関区などの各機関区は一旦は初期型を受け入れたものの、ほぼ例外なく2年前後、最短では約10か月で他区へ転出させ、その後は他に選択肢が存在しない状況になるまで初期型を受け入れない対応を行っていた。改良形（標準形）が浜松工場で急遽試作され、重心位置を修正し、空転問題を多少なりとも改善した背景には、これら勾配線担当各区の受け取り拒否に等しい厳しい対応が影響している。
これらの機関区にD51形が配置されるようになるのは、操縦に馴れるにつれD50形よりもむしろ優秀であることがわかり、D51形の配置を希望するようになってからであった。
一例として、上諏訪機関区では1941年（昭和16年）に3両新製配置されたD51形標準型をその年のうちに全数を他区へ転属させてD50形に戻したが、1948年（昭和23年）に再配備され、韮崎 - 小淵沢間24.8 kmにかけて25パーミルの勾配が続き標高差533 mに達する急勾配と急カーブが連続する区間で、空転せずにD51形を運転する方法を見つけ同機の性能を100パーセント引き出し、この区間で運転された準急「穂高」は乗員の技量とD51形の性能無くして運用できなかったと評された。
変わったところでは、1944年に空襲での送電不能に対処するため関門トンネルの上り22パーミル勾配でD51単機による1,000トンの引き出しに成功したほか、4月21日から25日にかけ貨物列車を牽引した。
初期型（ナメクジ型）もD50形よりは使いやすいと評価されるようになり、どこも評判の悪いD50形の受け入れを拒みがちになっていく。勾配線での牽引力に優れていたため、各地で貨物はもとより旅客列車にもその性能を発揮した。
否定的な声も取扱に馴れると影を潜め、近代的な装備のD51形を礼讃する声が大きくなっていった。設計上の無理が生じた車両長の短縮についても、幹線は電化による近代化が進められていくことから、亜幹線でも十分な性能を発揮できるよう考慮されてのことであり、各地の幹線・亜幹線で活躍し輸送力増強に貢献している。最終的に、運転に関わる立場からも普通の人々にも「力強い」というイメージを残し「デゴイチはきつい坂を登っていても、絶対に止まることはないから安心しろ」と機関士に評価されるようになった。
根室本線落合 - 新得間旧線のように、25パーミルの勾配と漏水するトンネル、カーブが全体の71.7パーセントに達する国内の鉄道路線の中でも自然条件と運転の条件が厳しい過酷な状況でも実用に耐え、1966年（昭和41年）に新線に切り替わるまで使われた。大型機の使用されなかった四国線でも勾配区間の輸送力増強に使用された。九州の「矢岳超え」こと肥薩線人吉 - 吉松間でもD51形が1972年の無煙化まで使用された。
旅客列車の牽引では、繁忙期には不足する旅客機関車に代わり臨時列車の牽引を受け持つこともあり、強力で貨物機としてはスピードも出せるため（戦前に長野工場で新造されたD51の試運転では100 km/hを記録したとの証言が残っている）勾配線では旅客列車を引っ張り、急行列車の先頭に立つこともあり、一例に函館本線の急行列車の牽引が特筆される。これは函館 - 長万部間を単機で、長万部 - 小樽間の通称「山線」を重連で牽引するも、高速運転で各部の損耗の速さによる検修の負担と、振動の激しさと連続力行で助士2人乗務で投炭することによる乗務員の負担過大からC62形への転換が行われ、1971年にはDD51形に置き換えられた。
このように、旅客機ほどは高速で安定して走るようには作られていないので、東北本線の臨時急行ではダイヤ上の関係から80 km/h近い速度を出して運行されていた（運転規定の最高速度は85㎞/h）が前後動と乗り心地の悪さは異常なものであったと語られている他、「東北本線の奥中山越えの際に回復運転のためD51で90km/h出したところ、前後にガクンガクンと荒馬に乗るかのような激しい揺れになり、テンダから石炭が運転台に大量に飛び出してきた。（盛岡機関区の機関士、伊藤登 談）」他などの話も残されている。
電化やディーゼル化の影響による余剰廃車が本格的に出始めたのは1967年（昭和42年）ごろからのことで、蒸気機関車の最後の時期まで多くのD51形が残っていた。特に1960年代から1970年代にかけて石北本線、東北本線、奥羽本線、伯備線などの急勾配区間において重連や3重連で活躍する姿は当時の「SLブーム」の波に乗り、鉄道ファンや写真家、マスコミ関係者などの間で大変な人気を集めた。また、羽越本線をはじめとする日本の原風景が残っていた線区を走る雄姿を撮影する鉄道ファンの姿も多かった。
しかし、製造両数が多いこともあって、当然蒸気機関車の中でも残存両数が多く、他の機関車よりも多く見ることができたため、鉄道撮影を主とするファンの中には他の少数派形式が来ることを期待していて、D51形が来ると「またD51か」とため息を漏らす者や、D51形牽引列車の場合はシャッターを切らない者も少なからず居たという（なお、この現象はEF58形においても見られた）。
日本国外では、台湾でDT650形として37両が使用された。台湾で使用されていたものは既に全車廃車となり、うち4両が静態保存されていたが、2011年11月に、DT668が動態復活した。観光用、イベント用として活用されている。
サハリンで使用されたものは引退後6両（1・2・23・25・26・27）が帰国し、各地に保存されているほか、現地でもD51-4が観光列車として運行されている。

## 運用線区

### 北海道地区
北海道で最初にD51形が配置されたのは小樽築港機関区と岩見沢機関区で、小樽築港には6号機、岩見沢には48号機や126号機が新製配置された。根室本線の旧狩勝峠越えに使用された新得機関区のD51形では集煙装置の設置は行われず、重油併燃装置も一部の機体のみに装備されていた。
追分機関区に配置されたD51 241は、1975年12月24日に国鉄最後の蒸気機関車牽引貨物列車となった夕張線の6788列車を牽引した。

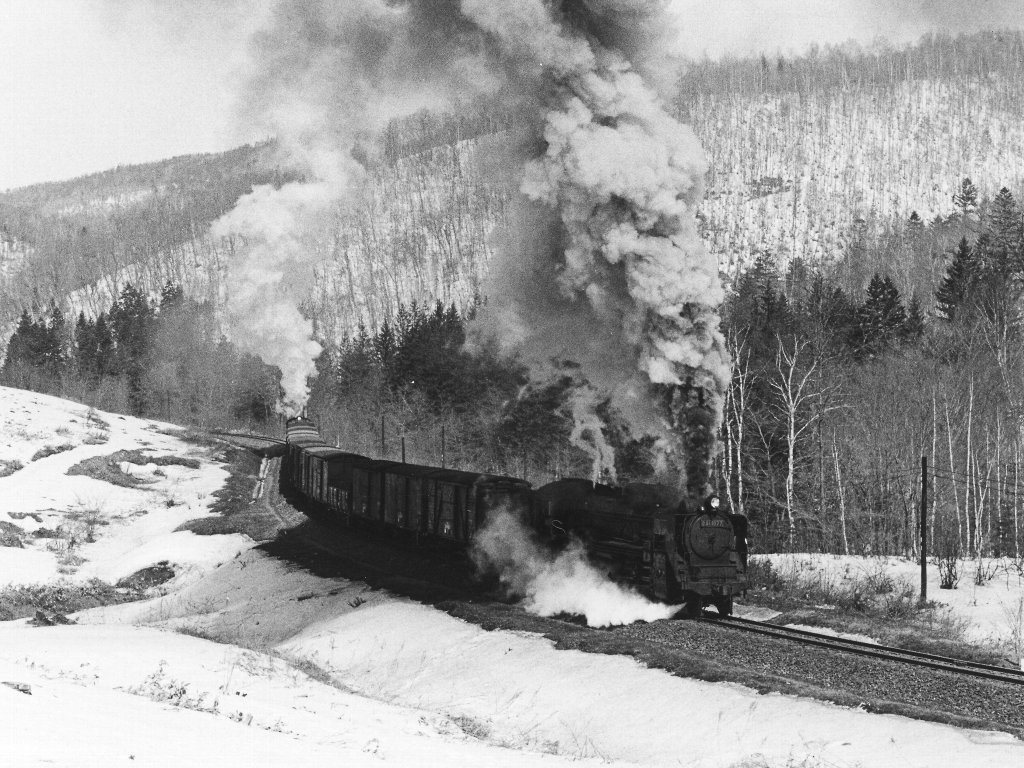
常紋峠付近を走るD51 1077（1971年4月）
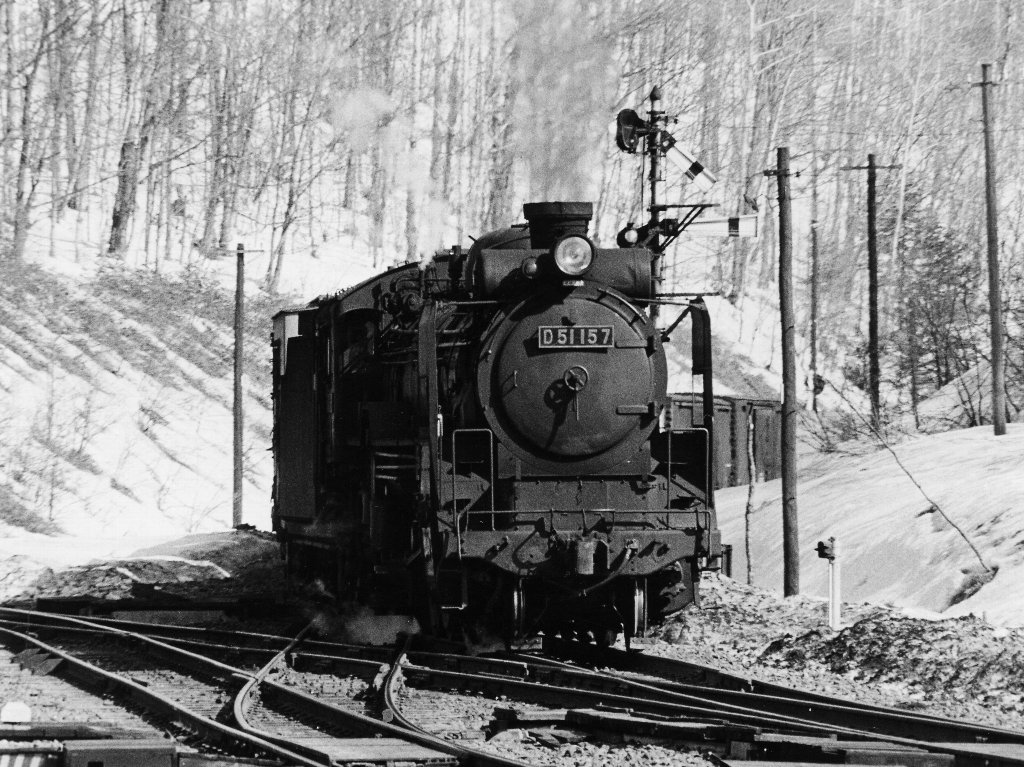
常紋信号場を通過するD51 157（1971年4月）

#### 夕張線・室蘭本線

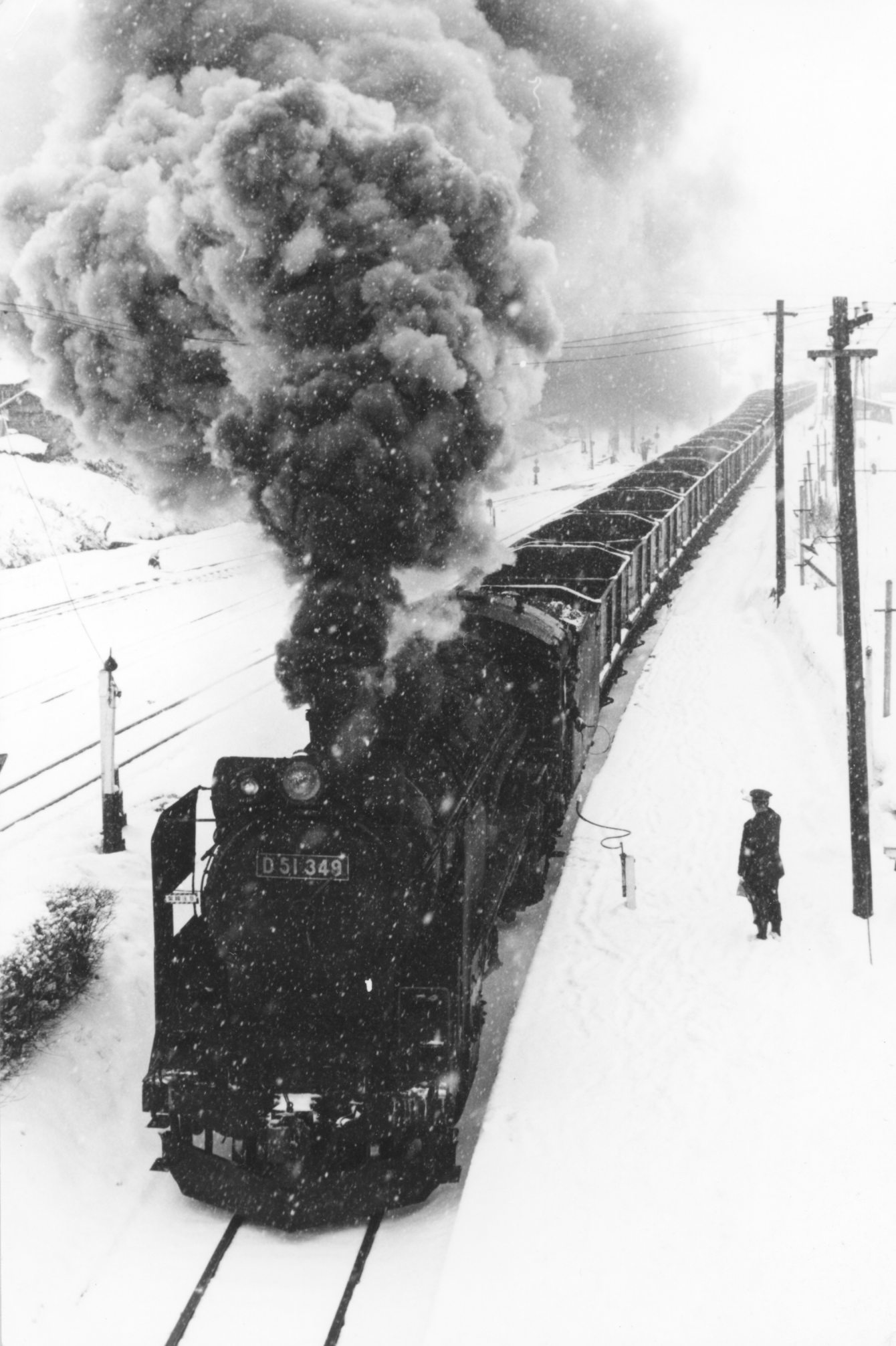
沼ノ沢駅を通過するD51 349（1973年3月）

夕張線（現・石勝線）・室蘭本線の貨物列車牽引では、夕張方面の炭鉱から室蘭港へ向かう2,400 tの運炭列車をD50形とともに単機で牽引する運用をしていたことがあった。
1953年（昭和28年）時点では本形式で函館本線小樽築港 - 滝川間と室蘭本線岩見沢 - 追分間で牽引定数が換算185両 (=1,850 t)、追分 - 室蘭間で換算260両 (=2,600 t) を設定。1952年（昭和27年）2月に追分 - 室蘭間で3,000 tの牽き出し試験をしたところ、成績は良好だったものの単線区間の線路有効長の関係で実施に至らなかった。ここは従輪を持たず牽き出し性能で有利な9600形が2,000 t牽引を行っていた区間であるが、夕張方面の炭坑から追分駅を経て苫小牧駅付近までの片勾配のゆるい下り坂区間においては、いかに長大とはいえセキの積車状態の編成であれば走行抵抗が小さく、本形式の単機でも牽き出しさえすれば、後は室蘭港まで引っ張っていけた。なお、牽き出しは非常にゆっくりしたもので、1両ずつ連結器がぶつかる音をたてながら行われた。この列車の尋常ではない長さは、空車のときにはゆるい上り勾配であることとあわせ、多く連なるセキが空気を巻き込んで抵抗が増え、速度が上らなかったほどである。大戦中は10パーミル勾配区間で本形式に8620形を補助機関車としてつけることとして1,200 t列車の計画が立てられたが、機関車の所要数の増加を招くことから中止となった。
追分機関区に最後まで所属していた5両はC57 135牽引（鉄道博物館所蔵）の国鉄最終蒸機牽引旅客列車運転から10日後の1975年（昭和50年）12月24日まで使用され、この日はD51 241が担当した。これが国鉄における蒸気機関車牽引の最終貨物列車（夕張線6788列車）ならびに国鉄最後の蒸機本線走行となった。
D51 241は本線による仕業が終わったのちも、ラッセル雪かき車の予備として使われ1976年1月13日に第2種休車に指定された。

### 東北地区
東北地区では東北本線や奥羽本線、常磐線、羽越本線など幹線区で多数使用された。東北本線では岩手県の十三本木峠（奥中山越え）でD51形などによる三重連での運転が見られ、同区間で使用されたのは盛岡機関区、一戸機関区、尻内機関区の配置機であった。
奥羽本線では青森機関区、弘前機関区、大館機関区、東能代機関区、秋田機関区、横手機関区などに配置があった。秋田・青森県境の矢立峠越えでも1971年の新線切り換えまで三重連での運転が行われた。

### 関東地区
関東地区では高崎第一機関区や宇都宮機関区、水戸機関区、大宮機関区、八王子機関区、田端機関区、新鶴見機関区、新小岩機関区などにD51形の配置があった。このうち水戸機関区では熱量の小さい常磐炭田の石炭を使用するため、1957年に自動給炭装置の設置が行われた。
1970年3月に総武本線と越中島支線の貨物列車が、同年10月には高島線と八高線がそれぞれ無煙化されたため、新小岩・高崎第一・八王子・新鶴見機関区からD51形の配置がなくなった。このうち新鶴見機関区のD51 791は高島線無煙化に伴って1970年10月10・11・18日に東京駅 - 横浜港駅間で運転された客車牽引のさよなら列車に使用された。

### 甲信越地区
山岳の多い甲信越地区ではD51形が使用される中、線区によってはD50形も比較的遅くまで残っていた。中央本線系統のD51形は客貨両用で使用された。
信越本線方面では長野機関区、直江津機関区、長岡機関区などに配置があった。このうち長野機関区は篠ノ井線と共通運用のため集煙装置と重油併燃装置が装備されていたが、直江津機関区では重油併燃装置のみが装備されていた。
中央東線方面では甲府機関区、上諏訪機関区、松本機関区に配置され、長野工場式集煙装置と重油併燃装置を装備して電化まで使用された。このうち上諏訪機関区では各種試験を行う本社指定の機関区となっていた時期があり、ギースル・エジェクタや微粉炭燃焼装置などの試験が行われた実績があった。
一方の中央西線方面では木曽福島機関区や中津川機関区に配置があった。集煙装置は長らく装備されていなかったが、1968年以降に長野工場式集煙装置が設置された。1966年の瑞浪電化、1968年の中津川電化を経て1973年の中央西線・篠ノ井線全線電化によりEF64形に置き換えられ、D51形の運用は終了した。

### 中部地区
甲信越地区を除く中部地区では北陸本線の運用があり、敦賀機関区・今庄機関区・福井機関区・金沢機関区・富山機関区・糸魚川機関区などに配置された。柳ヶ瀬越えや山中峠越えを擁する敦賀機関区ではトップナンバーのD51 1・2が配置されたが2年ほどで転出し、本格的な配置は1939年以降であった。敦賀機関区では戦後に集煙装置が実用化され、後に各地の山岳線区に普及した。
北陸本線は深坂トンネルや北陸トンネルの開通を経て1964年までに富山駅まで電化されたが、福井機関区や金沢機関区には小運転や入換用として1971年までD51形の配置があった。金沢の入換機では公式側のデフレクター下部に斜めの切り欠きが入っていた。
高山本線ではC58形や9600形が主に使用されていたが、D51形も1959年より高山機関区に転入した。同線では1969年の無煙化まで使用された。
中央西線名古屋口でも名古屋機関区や多治見機関区にD51形の配置があったが、旅客機専門の名古屋機関区配置車は1949年頃から1966年の名古屋駅 - 瑞浪駅間電化まで旅客列車の牽引に使用されていた。1953年には名古屋 - 長野間準急「しなの」の牽引にも使用され、名古屋機関区のD51形は名古屋 - 塩尻間の長距離運用にも投入されている。「しなの」は1959年12月に気動車急行へ格上げされた。
稲沢機関区にもD51形が配置され、貨物列車で運用された。本線運用を離脱後に入換用となった機体もあり、一例としてD51 72はデフレクターを外して稲沢操車場のハンプヤード押し上げ作業にも使用された。

### 関西地区
関西地区では関西本線や山陰本線、城東貨物線や福知山線などでD51形が使用された。配置区は吹田機関区や竜華機関区、奈良機関区、亀山機関区、福知山機関区などである。関西本線では柘植駅 - 加太駅間に加太越えがあり、後補機を連結する重連での運転もあった。このほか、1960年代には紀勢本線用として紀伊田辺機関区への配置もあった。
国鉄鷹取工場における製造第1号機であったD51 211は、戦後は廃車まで関西本線で使用された。大阪近郊では吹田機関区のD51形にデフレクターを外してハンプヤード入換用に使用された機体もあったが、デフレクターなしのまま城東貨物線で貨物列車を牽引したこともあった。

### 中国地区
中国地区では山陽本線、呉線、山陰本線、伯備線、美祢線などでD51形が使用された。戦前には山陽本線・呉線用として岡山機関区、糸崎機関区、広島機関区、小郡機関区に配置されたが、呉線を受け持った糸崎機関区以外ではD52形の投入などもあり他線区への転出が多かった。
伯備線へのD51形の投入は戦後の1954年で、新見機関区に転入した。足立駅発の石灰石貨物列車は回送機を含む三重連になり、特に布原信号場は新見方面へ発車する三重連列車の撮影地として鉄道ファンに広く注目された。1972年3月15日のダイヤ改正でD51形の三重連運転は廃止され、1974年には新見機関区へのD51形の配置がなくなった。
石灰石のピストン輸送があった美祢線へのD51形の投入は1959年からで、厚狭機関区に配置された。山口線では津和野機関区（後の山口線管理所）に1951年から1953年の短期間配置後に一旦転出したが、1966年より再び配置されて集煙装置を装備して運用された。

### 四国地区
四国地区では1949年に土讃本線（現・土讃線）の四国山地越え区間にD51形が投入され、累計13両が高知機関区に配置された。土讃本線の線路等級は丙線のためD51形は本来入線不可能であったが、GHQ（連合国軍総司令部）の命令もあり最高速度を40 km/hに制限することで入線させたという背景がある。D51形の導入はC58形と比較して牽引定数が増加する効果があった。
1952年頃より重油併燃装置を、1953年頃からは多度津工場式集煙装置を搭載した。1959年にDF50形が土讃本線に投入されたため、高知機関区のD51形は1960年までに全機が四国を離れて他区所へ転出した。

### 九州地区
九州地区では戦前には大里機関区（後の門司機関区）と鳥栖機関区にD51形が配置された。戦後の1957年11月時点では門司機関区、鳥栖機関区、長崎機関区、南延岡機関区、熊本機関区、人吉機関区、出水機関区に合わせて81両の配置があった。その後は直方機関区などにも配置されている。

#### 肥薩線

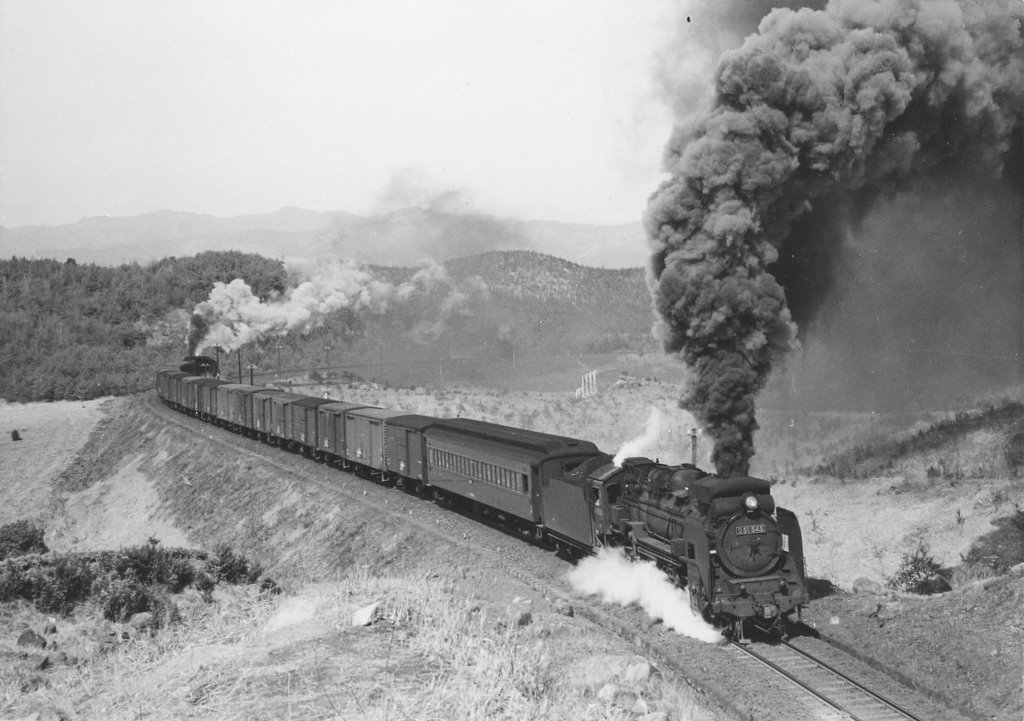
肥薩線混合列車のD51 545・890（1970年3月8日 大畑駅 - 矢岳駅間）

33.0パーミルの急勾配が存在する肥薩線人吉駅 - 吉松駅間の矢岳越えでは、戦時中より従来の4110形からD51形への置き換えが行われ、人吉機関区に配置された。終戦直後の1945年8月22日にはD51形牽引の復員列車がトンネル内で立ち往生し、降りた乗客が退行した列車に轢かれて死亡する事故（肥薩線列車退行事故）が発生している。
1949年には奥羽本線板谷峠越えの電化で余剰となったE10形も矢岳越えに投入されるが、曲線の多い矢岳越えでの運用に適さず数ヶ月で金沢機関区へ転属した。E10形は空転のしやすさが異常で、「落ち葉を踏んだり保線夫がレールに地下足袋で乗るとよく滑る」（人吉機関区の機関士、石井篤信 談）などとまで言われたことから  D51が喜ばれた。
D51形の牽引定数は25パーミルが最急の上りが1両で三十（300トン）、33パーミルが最急の下りが二六（260トン）とされた。当初のD51形は煤煙対策としてデフレクターを外して逆向き運転を行っていたが、1952年より集煙装置と重油併燃装置が装備された。矢岳越えではその後も1972年3月の無煙化までD51形が継続使用された。

## 事故

### 追分機関区火災
1975年に北海道で国鉄蒸気機関車の最後を飾った追分機関区所属のD51形は、地元の追分町（現・安平町）（D51 241）や東京都台東区上野の国立科学博物館（国鉄工場最終出場蒸気機関車D51 603）などといった各地に保存が決定していたが、1976年4月13日深夜に発生した追分機関区扇形庫火災により、国鉄最後の蒸気牽引入換運用機79602や、配属されたばかりの新鋭ディーゼル機関車（DD51 682 - 684・1079・1103・1144・1169とDE10 1744)8両とともに4両（D51 241・465・603・1086）が焼失した。
安平町の鉄道資料館には旧追分機関区の機関庫の火災で焼失した当初の静態保存予定機で、動輪と煙室扉だけになってしまったD51 241他の代わりとして、小樽築港機関区や追分機関区などで使用されていたD51 320が急遽、静態保存機となり保存されている。また、国立科学博物館には同じく予定されていたD51 603の代替としてD51 231が保存され、D51 603は前面のみが状態が良かった為、前半分をカットモデルとして京都市の19世紀ホールに、書類上保留車のまま、屋外展示のD51 51や他機関車と共に展示されていたが、2019年の年末にD51 51の展示が終了し解体された。D51 465は北海道の夕張郡由仁町の伏見台公園トリムコース入口付近に、D51 1086はC57 135として、北海道岩見沢市の岩見沢観光バスと、長万部駅前のお店から北海道大沼にある「SL夢ギャラリー　ポッポ爺」に譲り受けた、動輪のみがそれぞれ展示されている。
なお、一方で火災を免れたDD51 681・1166はのちに保存されずに、国鉄とJR貨物に廃車解体され、実質追分機関庫の火災で一切の損傷を受けずに残った機関車は現存しない形となった。なお、最終5両の内、D51 916のみが前橋市前橋こども公園に保存されている。

## 保存機
蒸気機関車の代名詞でもあったD51形は、日本国内に限っても2021年現在2両（D51 200・498）が本線で運行可能な状態で動態保存中、それ以外にも100両以上が全国各地の鉄道博物館やその他博物館、公共施設、学校、公園などで保存されている。なお、そのうちD51 1・187・200・488・745の5両は準鉄道記念物に指定されている。

### 本線上を運行可能な保存機

#### JR東日本 D51 498

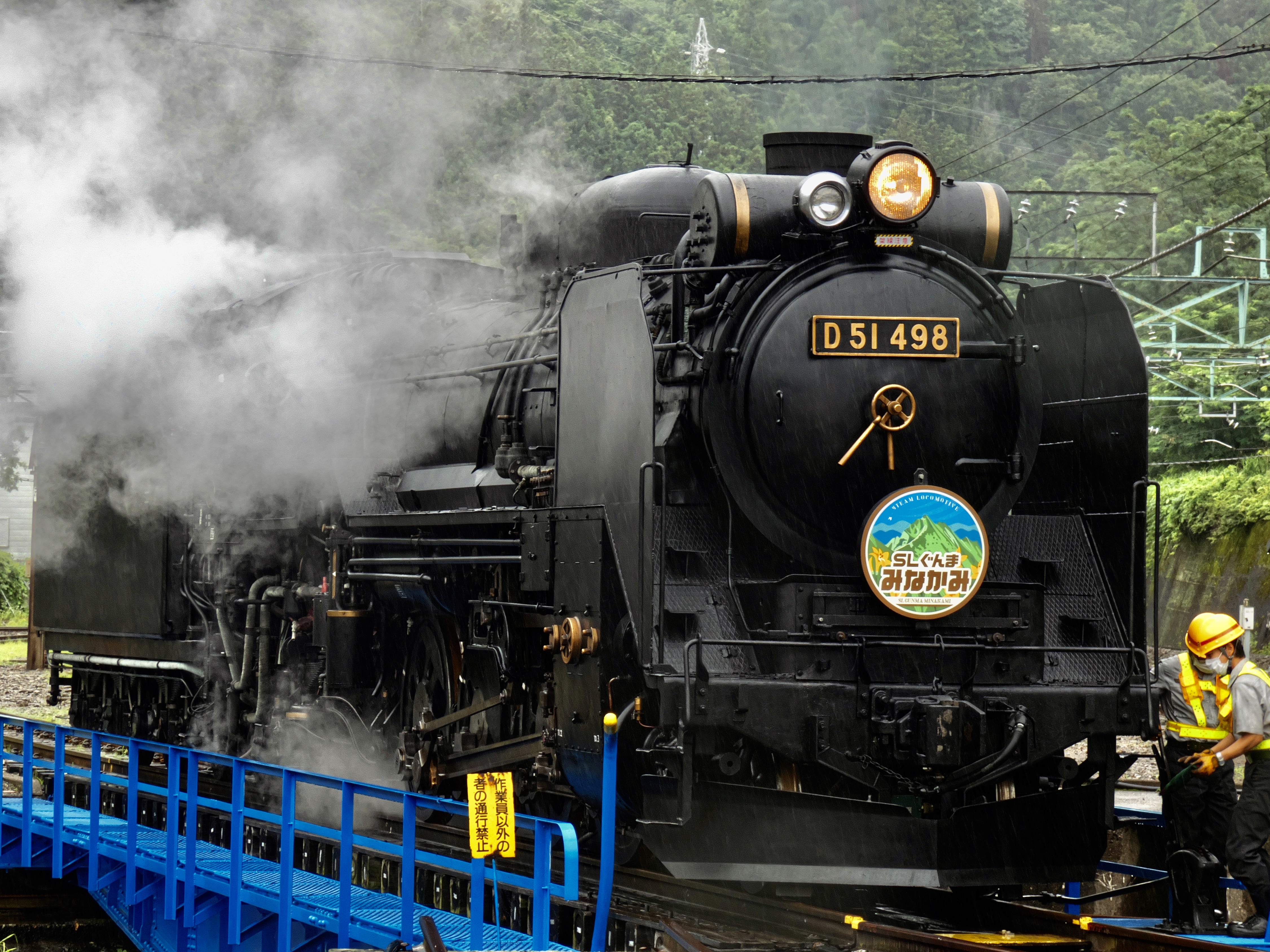
D51 498

東日本旅客鉄道（JR東日本）が、1988年（昭和63年）に動態復元した機関車である。車籍は1972年（昭和47年）に一旦抹消されたが、1988年（昭和63年）の動態復元に伴い、同年復活した。

#### JR西日本 D51 200

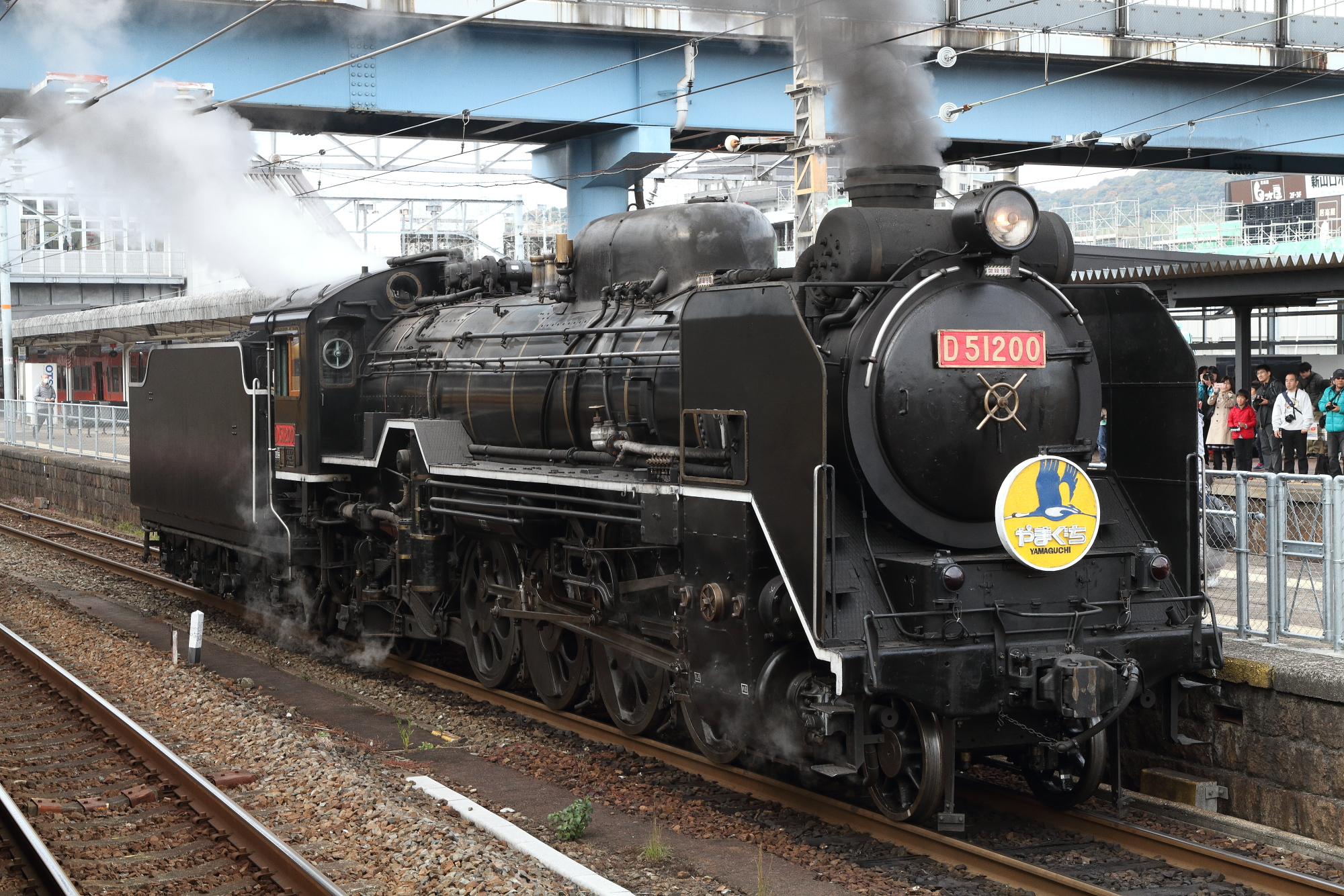
D51 200

西日本旅客鉄道（JR西日本）の京都鉄道博物館（旧梅小路蒸気機関車館）に保存されているD51 200は動態保存されており、車籍も有するが、全般検査を受けていなかったため本線走行はできず、館の展示線での展示運転（SLスチーム号）のみに留まっていたが、2017年（平成29年）に本線運転可能な状態に復元され、「SLやまぐち号」での運用を開始した。車籍は1979年（昭和54年）に一旦抹消（有火保存）されたが、1987年（昭和62年）に復活している。
2006年（平成18年）、「梅小路の蒸気機関車群と関連施設」として、準鉄道記念物に指定された。

#### 台湾鉄路管理局 DT668

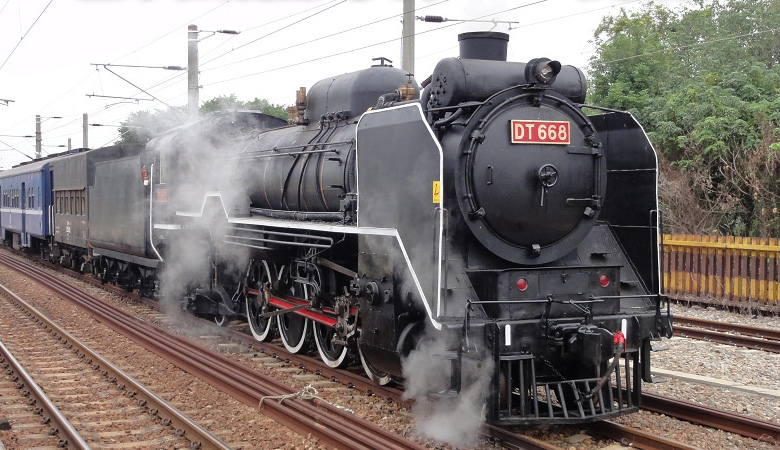
DT668

2011年10月28日に海線にて試運転を行った後、11月11日の内湾線の記念運転を経て正式に動態復活となった。

### その他の保存機
以下に番号と所在地を示す。静態保存が大半だが、施設内を遊覧運転する程度の動態保存がなされている車両もある。
| 画像                                                                               | 番号                         | 所在地                                                                        | 備考 |
| ---------------------------------------------------------------------------------- | ---------------------------- | ----------------------------------------------------------------------------- | --- |
| 北海道                                                                             |                              |                                                                               | |
|                                                                                    | D51 6                        | 北海道旭川市神居古潭 古潭公園 （旧神居古潭駅跡）                              | 北海道形の前部切詰除煙板を装備。 |
|                                                                                    | D51 11                       | 北海道札幌市西区八軒4条西6丁目 農試公園                                       | |
|                                                                                    | D51 47                       | 北海道岩見沢市9条東2丁目 みなみ公園                                           | |
|                                                                                    | D51 95                       | 北海道上川郡新得町字新得 新得山スキー場                                       | |
|                                                                                    | D51 159                      | 北海道岩内郡岩内町字宮園 岩内運動公園                                         | |
|                                                                                    | D51 237                      | 北海道札幌市東区北5条東13丁目 JR北海道苗穂工場                                | 苗穂工場製D51形の第1号機。 |
|                                                                                    | D51 286                      | 北海道小樽市朝里川温泉130 北海道ワイン小樽醸造所                              | 蒸気機関車59614、客車スハフ44 6・スハフ44 7と連結されている。 |
|                                                                                    | D51 297                      | 北海道滝川市新町3丁目8-20 郷土館                                              | |
| 整備前                                                                             | D51 311                      | 北海道北見市留辺蘂町旭中央 留辺蘂町仲よし公園                                 | 2022年10月に整備された。 |
|                                                                                    | D51 312                      | 北海道深川市一已町一已1863 深川市桜山公園                                     | 旧・桜山レジャーランド時代から保存されている。 |
|                                                                                    | D51 320                      | 北海道勇払郡安平町追分柏が丘49-1 道の駅あびら D51ステーション                 | 1976年まで追分機関区に残ったD51形のうちの1両。 安平町鉄道資料館に保存されていたが、2019年6月に移設された。 |
|                                                                                    | D51 333                      | 北海道白老郡白老町若草町1丁目1 白老駅北口公園                                 | |
|                                                                                    | D51 337                      | 北海道上川郡和寒町字北町61 和寒町郷土資料館                                   | |
|                                                                                    | D51 397                      | 北海道士別市東7条北9丁目 つくも水郷公園                                       | |
|                                                                                    | D51 398                      | 北海道名寄市字緑丘222 名寄市北国博物館                                        | 蒸気機関車59601、マックレー雪かき車キ911、ロータリー雪かき車キ604、車掌車ヨ4456と連結されて保存展示。 2010年にキマロキ編成として準鉄道記念物に指定された。 |
|                                                                                    | D51 444                      | 北海道北見市北進町4丁目 SL広場                                                | |
|                                                                                    | D51 560                      | 北海道室蘭市海岸町1丁目5-1 ぽっぽらん公園                                     | 室蘭市青少年科学館に保存されていたが、2019年9月に移設された。 |
|                                                                                    | D51 565                      | 北海道常呂郡佐呂間町字永代町65-1 佐呂間町交通公園 （旧佐呂間駅）              | 1976年まで追分機関区に残ったD51形のうちの1両。かつては函館市の本通公園で保存されていた。 |
|                                                                                    | D51 566                      | 北海道赤平市字赤平623 旧赤平山スキー場                                        | 保存されている施設が閉鎖され、そこに続く道も通行禁止となっているため放置状態となっている。 |
|                                                                                    | D51 816                      | 北海道札幌市東区北5条東13丁目 JR北海道苗穂工場内 北海道鉄道技術館 ※前頭部のみ | 煙室先端部・煙室扉・前面ナンバープレート・前照灯のみの状態で保存されている。 |
|                                                                                    | D51 859                      | 北海道紋別郡遠軽町西町1丁目 太陽の丘えんがる公園                              | 砂箱と蒸気ドームが角形で、重油タンクを備える。 運転室は密閉化されているほか、保存開始後に除煙板に遠軽町の町章が入れられた。 |
|                                                                                    | D51 953                      | 北海道虻田郡豊浦町字船見町95 中央公民館                                       | D5104（旧胆振縦貫鉄道） ギースル・エジェクタと呼ばれる特徴的な煙突を装備した状態で保存されている。 |
|                                                                                    | D51 954                      | 北海道富良野市弥生町1−2 文化会館                                              | D5105（旧胆振縦貫鉄道） |
|                                                                                    | D51 1052                     | 北海道千歳市上長都949-1 キリンビール北海道千歳工場                            | |
|                                                                                    | サハリン州鉄道 D51-23        | 北海道沙流郡平取町振内町20-4 振内鉄道資料館 （振内駅跡）                      | 日本国内に持ち込まれたサハリン向けD51形の残存2両のうちの1両。 塗装は日本国内向けと同様の色ながら煙室扉や前照灯の形状が日本国内向けとは異なる。 |
|                                                                                    | サハリン州鉄道 D51-27        | 北海道野付郡別海町西春別駅前西町1-2 別海町鉄道記念公園 （西春別駅跡）         | 日本国内に持ち込まれたサハリン向けD51形の残存2両のうちの1両。 日本国内向けとは塗装や連結器・前照灯など各部が異なる。 貨車ヨ4642・キ276と連結されている。 |
| 青森県                                                                             |                              |                                                                               | |
|                                                                                    | D51 113                      | 青森県三沢市桜町1丁目5 中央公園                                               | |
|                                                                                    | D51 663                      | 青森県十和田市西三番町2-1 十和田市民文化センター                              | 北海道形前部切詰除煙板付き。 |
|                                                                                    | D51 762                      | 青森県八戸市大字十日市字天摩33-2 八戸公園こどもの国                           | |
|                                                                                    | D51 892                      | 青森県弘前市大字田町3丁目4-1 城北公園交通広場                                 | |
| 岩手県                                                                             |                              |                                                                               | |
|                                                                                    | D51 68                       | 岩手県岩手郡雫石町丸谷地 小岩井農場まきば園                                   | 客車ナハネ20 352・ナハネ20 355・ナハネ20 363と連結されている。 1977年にSLホテルとして開業し、2008年にSLホテルは閉鎖されたが引き続き保存展示されている。 |
| 秋田県                                                                             |                              |                                                                               | |
|                                                                                    | D51 232                      | 秋田県秋田市浜田字大森山29-1 大森山公園                                       | 国鉄からの無償貸付により、1971年7月に教養施設として公園内に設置された。 |
|                                                                                    | D51 270                      | 秋田県横手市城山町 横手公園                                                   | |
|                                                                                    | D51 370                      | 秋田県秋田市土崎港中央3丁目9-45 土崎街区公園                                  | |
| 福島県                                                                             |                              |                                                                               | |
|                                                                                    | D51 264                      | 福島県郡山市開成1丁目5 開成山公園                                             | |
|                                                                                    | D51 946                      | 福島県いわき市常磐湯本町向田3-1 いわき市石炭・化石館                          | 低カロリーの常磐炭使用に対応したストーカーを装備している。 |
| 茨城県                                                                             |                              |                                                                               | |
|                                                                                    | D51 70                       | 茨城県つくば市吾妻4丁目3-3 さくら交通公園                                     | 追分機関区で1976年まで残っていたうちの1両。北海道形前部切詰除煙板装備。 |
|                                                                                    | D51 515                      | 茨城県水戸市千波町3080 千波公園                                               | |
|                                                                                    | D51 1116                     | 茨城県筑西市茂田1858 ザ・ヒロサワ・シティ                                     | 2018年10月、千葉県内個人宅から移設。 |
| 栃木県                                                                             |                              |                                                                               | |
|                                                                                    | D51 146                      | 栃木県真岡市台町2474-6 SLキューロク館 （真岡駅東口）                          | 当初は静岡市の駿府城公園内で保存され、2004年5月に同市内の城北公園に移設された。 経年により老朽化が進行したため一度は解体が発表されたが、市民の要望を受け譲渡の方針に転換し、2015年に真岡市に譲渡された。 また、2018年より、圧縮空気により館内の線路を走行することが可能となった。 |
|                                                                                    | D51 947                      | 栃木県宇都宮市中岡本町2703 三和テッキ鉄道広場 ※通常非公開                     | 2012年9月まで神奈川県箱根町の函嶺ふる里集蔵館に保存されていた。月1回の一般公開日に事前予約制にて見学可能。 |
| 群馬県                                                                             |                              |                                                                               | |
|                                                                                    | D51 96                       | 群馬県安中市松井田町横川 碓氷峠鉄道文化むら                                   | 廃車後、1977年9月に埼玉県秩父郡長瀞町にオープンしたSLホテル「長瀞SLホテル」の機関車として使用された。 1999年9月30日に同ホテルが廃業したのち、修復して現在地に移設された。 |
|                                                                                    | D51 561                      | 群馬県利根郡川場村大字谷地2419 ホテル田園プラザ                               | 苗穂工場製で現役時は終始北海道で使用された機関車であるが、保存後、集煙装置が取り付けられ、除煙板も北海道形から長野工場形に変更された。 保存当初は20系客車と連結しSLホテルとして使用されたが、のちにSLホテルの営業は終了し客車は解体され、機関車のみの保存となった。 2006年から圧縮空気を用いてホテル内の線路を走行していたが、運転士が死去したため2016年シーズン限りで終了し、静態保存となった。 |
|                                                                                    | D51 724                      | 群馬県渋川市石原207 駅前児童公園                                              | |
|                                                                                    | D51 745                      | 群馬県利根郡みなかみ町鹿野沢 水上駅転車台広場                                 | 2011年11月17日までは同じくみなかみ町内の上毛高原駅前に保存されていた。さらにそれ以前は高崎鉄道管理局で保存されていた。 準鉄道記念物。 |
|                                                                                    | D51 916                      | 群馬県前橋市西片貝町5丁目7 前橋こども公園                                     | |
| 埼玉県                                                                             |                              |                                                                               | |
|                                                                                    | D51 118                      | 埼玉県所沢市小手指町1丁目32 小手指公園                                        | 1976年まで追分機関区に残ったD51形のうちの1両。 フェンスで仕切られており、祝日を除く月・火・木・金曜の10-16時はフェンス内での見学が可能。 |
|                                                                                    | D51 140                      | 埼玉県熊谷市河原町2丁目173 荒川公園                                           | 熊谷さくら祭などでフェンス内を見学可能。 |
|                                                                                    | D51 187                      | 埼玉県さいたま市大宮区錦町 JR東日本大宮総合車両センター                       | 大宮工場で製作された最初のD51形。現役時代には、G5型デフレクターと集煙装置を取り付けていたが、保存時に取り外され、デフは標準タイプに戻された。名残で煙突が短くなっている以外は、ほぼ原型に近い姿となっている。準鉄道記念物。 |
|                                                                                    | D51 426                      | 埼玉県さいたま市大宮区大成町3丁目47 鉄道博物館 ※前頭部のみ                    | 1972年に前頭部と運転台のみ保存され、鉄道博物館開館まで交通博物館で展示されていた。 鉄道博物館移設後は運転台部分を運転シミュレータとして利用。 |
|                                                                                    | D51 885                      | 埼玉県深谷市上野台2565 仙元山公園                                             | |
| 千葉県                                                                             |                              |                                                                               | |
|                                                                                    | D51 14                       | 千葉県流山市野々下1丁目40-1 流山市総合運動公園                                | 汽車製造の初号機。京都鉄道博物館に保管されている川崎車両の1号機よりも約1カ月前に完成した真の初号機。 |
|                                                                                    | D51 125                      | 千葉県船橋市薬円台4丁目25-19 船橋市郷土資料館                                 | |
|                                                                                    | D51 385                      | 千葉県鎌ケ谷市初富924-6 市制記念公園                                          | |
|                                                                                    | D51 405                      | 千葉県松戸市小金原1丁目25 ユーカリ交通公園                                    | |
|                                                                                    | D51 453                      | 千葉県柏市明原3丁目1 柏西口第一公園                                           | D51ふれあいまつりにてフェンス内の見学が可能。 |
|                                                                                    | D51 609                      | 千葉県成田市花崎町749-1 栗山公園                                              | |
| 東京都                                                                             |                              |                                                                               | |
|                                                                                    | D51 231                      | 東京都台東区上野公園7-20 国立科学博物館                                       | 追分機関区で1976年まで残っていたうちの1両。北海道形前部切詰除煙板装備。 |
|                                                                                    | D51 254                      | 東京都杉並区成田西1丁目22-13 杉並児童交通公園                                 | |
|                                                                                    | D51 272                      | 東京都世田谷区池尻1丁目5-27 世田谷公園                                        | 現役時代には九州・中国地方を転々としており、門鉄式除煙板（門鉄デフ）を装備する。車掌車ヨ14740と連結されている。 |
|                                                                                    | D51 296                      | 東京都府中市矢崎町5丁目5 府中市郷土の森公園 交通遊園                          | |
|                                                                                    | D51 428                      | 東京都大田区南雪谷5丁目13-1 東調布公園                                        | |
|                                                                                    | D51 451                      | 東京都昭島市東町5丁目11-43 昭和公園                                           | 2021年3月31に改修を完了し、8月1から公開開始。年末年始を除く午前8:30～午後4:45までフェンス内の見学が可能。 |
|                                                                                    | D51 452                      | 東京都青梅市勝沼2丁目155 青梅鉄道公園                                         | 廃車後1972年に入園。 |
|                                                                                    | D51 502                      | 東京都葛飾区西亀有1丁目27-1 上千葉砂原公園                                    | |
|                                                                                    | D51 513                      | 東京都板橋区坂下2丁目19-1 城北交通公園                                        | |
|                                                                                    | D51 853                      | 東京都北区王子1丁目1−3 飛鳥山公園                                             | 準戦時形でかまぼこ形蒸気ドームがそのまま残っている。 |
|                                                                                    | D51 862                      | 東京都町田市中町2丁目13-14 町田市子ども発達センターすみれ教室                 | 準戦時形で煙室上部に欠き取りが残っているほか、角型変形蒸気ドームとなっている。長野工場式除煙板（長工デフ）を装備する。 |
| 神奈川県                                                                           |                              |                                                                               | |
|                                                                                    | D51 408                      | 神奈川県川崎市多摩区枡形7丁目1-2 生田緑地内 かわさき宙と緑の科学館前          | |
|                                                                                    | D51 516                      | 神奈川県横浜市中区本牧三之谷59 本牧市民公園                                   | 炭水車を隣接する運動公園のスプリンクラーの受水槽として使用しており、炭水車上部に金網と有刺鉄線が張られ、近年車体大半を再塗装されている、隣には秤量台だけが無い車重秤や高島線の横浜機関区にあった転車台もあるが、展示されているいずれも、屋根がないため風化し朽ちている。 |
|                                                                                    | D51 1119                     | 神奈川県厚木市森の里1丁目 若宮公園                                            | 1976年まで追分機関区に残ったD51形のうちの1両。かまぼこ形蒸気ドーム、ギースルエジェクタ、北海道形前部切詰除煙板付き。 |
| 新潟県                                                                             |                              |                                                                               | |
|                                                                                    | D51 75                       | 新潟県上越市五智6丁目1569 五智交通公園                                        | |
|                                                                                    | D51 512                      | 新潟県新発田市諏訪町1丁目9 東公園                                             | 1940年11月、鉄道省大宮工場製。配属から廃車まで一貫して新津区に在籍した珍しいケースで、羽越線を中心に稼働した。1972年10月、羽越線電化に伴い廃車。長工式除煙板や旋回窓、重油併燃装置が特徴。漫画「カレチ」第36話に登場。 |
|                                                                                    | D51 735                      | 新潟県村上市坂町2530 荒川総合体育館 ※通常非公開                               | 展示庫に保管されており通常は非公開。年1回から数回程度、一般公開される。長野工場式除煙板を装備する。 |
|                                                                                    | D51 827                      | 新潟県上越市東町1-1 直江津D51レールパーク                                     | 愛知県名古屋市の個人が所有していたが、2017年にアチハ株式会社に譲渡され、同年夏から有田川町鉄道公園で圧縮空気による保存運転を行っていた。 国の観光振興事業の一環として2020年11月1日に現在地に移設。その後2021年4月29日から再び保存運転を行っている。 |
| 富山県                                                                             |                              |                                                                               | |
|                                                                                    | D51 165                      | 富山県南砺市福光新町 福光公園                                                 | スノープロー、北海道形前部切詰除煙板付き |
|                                                                                    | D51 260                      | 富山県滑川市東福寺野41 東福寺野自然公園 SLハウス                              | 北海道で使用されていたため、北海道形前部切詰除煙板を装備する。 後方に客車を模したコテージを設置しており、このコテージに宿泊可能である。 |
| 石川県                                                                             |                              |                                                                               | |
|                                                                                    | D51 522                      | 石川県金沢市北塚町東 西部緑地公園                                             | 廃車後日本海博覧会にて展示、閉会後も同地で保存。 |
|                                                                                    | D51 822                      | 石川県白山市殿町 駅前緑地広場 （松任駅南口前）                                | |
| 福井県                                                                             |                              |                                                                               | |
|                                                                                    | D51 481                      | 福井県南条郡南越前町今庄 ふれあい会館 今庄サイクリングターミナル前            | |
|                                                                                    | D51 607                      | 福井県福井市福町3-20 福井少年運動公園                                         | |
| 長野県                                                                             |                              |                                                                               | |
|                                                                                    | D51 59                       | 長野県上伊那郡辰野町大字樋口 荒神山スポーツ公園                               | 北海道形前部切詰除煙板付き |
|                                                                                    | D51 155                      | 長野県塩尻市大門七番町3-3 塩尻市役所                                          | |
|                                                                                    | D51 172                      | 長野県松本市大字笹賀5652 大久保原公園                                         | |
|                                                                                    | D51 209                      | 長野県伊那市中央5528-1 伊那公園                                               | |
|                                                                                    | D51 238                      | 長野県木曽郡木祖村大字薮原196 木祖村郷土館                                    | 苗穂工場製第2号のSL。製造後直ぐに本州へ配属された為北海道での走行経験はない。 |
|                                                                                    | D51 245                      | 長野県埴科郡坂城町大字中之条2459-2 坂城町文化センター・わんぱく広場           | 集煙装置、重油タンク付き |
|                                                                                    | D51 349                      | 長野県岡谷市長地権現町4丁目11-50 勤労福祉センター諏訪湖ハイツ                 | 中央東線で使用されていた1963年にギースル・エジェクタが初めて取り付けられた。 のちに北海道に移り、1975年の廃車後に当地に保存された。 ギースル・エジェクタはそのままであるが除煙板は北海道形の前部切詰形となっている。 |
|                                                                                    | D51 351                      | 長野県木曽郡南木曽町読書 SL公園                                               | |
|                                                                                    | D51 401                      | 長野県須坂市臥竜2丁目4-8 臥竜公園                                             | |
|                                                                                    | D51 402                      | 長野県飯田市扇町35 橋南公民館                                                 | 2025年1月、飯田市が当機の引き取り手を募集すると発表した。 |
|                                                                                    | D51 483                      | 長野県安曇野市穂高有明 サンクラブ安曇野                                       | |
|                                                                                    | D51 486                      | 長野県長野市西和田2丁目29-1 JR東日本長野総合車両センター                      | 長野工場で製造され、製造から廃車まで一貫して直江津機関区に所属し長野工場が検査修繕を行っていた機関車である。重油タンク付き。 |
|                                                                                    | D51 549                      | 長野県長野市大字南長野西後町614-1 長野県立大学後町キャンパス                  | 長野工場製。長工式集煙装置が特徴的（保存時に取り外された）。1970年に篠ノ井線で6812レ「ちくま2号」を上諏方市に保存されているD51 824と共に、1973年には中央西線で蒸気機関車さよなら列車を牽引した。中津川区最終在籍の一両だった。 廃車後に後町小学校に保存され、同校が閉校し跡地に長野県立大学後町キャンパスが開校したのちも引き続き保存されている。                                                |
|                                                                                    | D51 769                      | 長野県東筑摩郡麻績村麻聖5889-1 聖博物館                                       | 1972年6月麻績村の聖高原博物館に移設展示。 経年による劣化・損傷を2014年8月に補修。 |
|                                                                                    | D51 775                      | 長野県木曽郡木曽町福島 木曽福島駅前                                           | 1973年に木曽福島 - 塩尻間でSLさよなら列車を牽引した。運転室窓が旋回窓となっている。 |
|                                                                                    | D51 787                      | 長野県北佐久郡御代田町大字御代田 御代田町交通記念館 （旧御代田駅跡）          | 準戦時形でかまぼこ形ドーム付き。 |
|                                                                                    | D51 824                      | 長野県諏訪市湖岸通り5丁目 諏訪市湖畔公園                                      | 1970年に篠ノ井線で6812レ「ちくま2号」を長野市に保存されている549と共に牽引した。 |
|                                                                                    | D51 837                      | 長野県駒ヶ根市赤穂14616-1 共楽園                                              | |
|                                                                                    | D51 921                      | 長野県長野市篠ノ井御幣川281-1 篠ノ井総合市民センター                          | |
| 岐阜県                                                                             |                              |                                                                               | |
|                                                                                    | D51 266                      | 岐阜県中津川市本町3丁目15-11 本町公園                                         | |
|                                                                                    | D51 409                      | 岐阜県美濃加茂市前平町3丁目1-2 ヤマザキマザック工作機械博物館                 | かつては滋賀県の甲西駅前に保存されていたが、駅周辺整備事業に伴い撤去が必要となった。 公募の結果2008年9月にヤマザキマザックが引き取り、同社博物館の屋内で保存されている。運転室が開放されており、汽笛を鳴らすことができる。 |
|                                                                                    | D51 470                      | 岐阜県岐阜市梅林南町 梅林公園                                                 | 除煙板に鷲のマークを取り付けているが、これは現役時代の1970年代、厚狭機関区に所属していた頃に取り付けたマークを復元したものである。 |
| 静岡県                                                                             |                              |                                                                               | |
|                                                                                    | D51 86                       | 静岡県浜松市中央区舘山寺町195 浜松市フラワーパーク                            | 標準形トップナンバーで、地元の浜松工場製。現役時代後期には北海道で使用されていたため、北海道形前部切詰除煙板を装備する。 |
|                                                                                    | D51 101                      | 静岡県島田市中央町19-1 中央小公園                                             | 夕張市石炭博物館のSL館や三笠公園の公園内にある水タンクには同番号のプレートがつけられているが、両者とも本物の蒸気機関車ではなく見た目を似せたレプリカである。 |
|                                                                                    | D51 243                      | 静岡県伊豆市上船原1120-1 天城ふるさと広場                                     | |
|                                                                                    | D51 943                      | 静岡県富士市鷹岡本町 入山瀬公園                                               | 横には図書館に改造したオハ35 441が置かれ、「でごいち文庫」と呼ばれている。 |
| 愛知県                                                                             |                              |                                                                               | |
|                                                                                    | D51 89                       | 愛知県豊橋市大岩町字大穴1-238 豊橋総合動植物公園                              | |
|                                                                                    | D51 201                      | 愛知県蒲郡市栄町10-22 蒲郡市博物館                                            | オハフ33 2424と連結されている。 |
|                                                                                    | D51 688                      | 愛知県岡崎市若松町字萱林1番地1 南公園                                         | 集煙装置付き、一方の除煙板の下部に欠き取りがある |
|                                                                                    | D51 718                      | 愛知県一宮市朝日2丁目6 大平島公園                                             | |
|                                                                                    | D51 777                      | 愛知県刈谷市神田町3丁目47-1 刈谷市交通児童遊園                                | |
|                                                                                    | D51 792                      | 愛知県春日井市弥生町2丁目70 春日井市交通児童遊園                              | |
|                                                                                    | D51 823                      | 愛知県稲沢市小池1丁目14 宮浦公園                                              | 通常は上屋と金網で覆われており金網越しのみ見ることが可能。年一回、稲沢まつりの日のみ公開される。 |
|                                                                                    | D51 849                      | 愛知県豊田市平芝町4丁目9 平芝坂の上公園                                       | |
|                                                                                    | D51 1149 (D51 999)           | 愛知県豊田市 個人所有                                                         | 多賀SLパーク跡に保存されていたが、移転した。動態保存が検討されているという。 |
| 三重県                                                                             |                              |                                                                               | |
|                                                                                    | D51 499                      | 三重県津市広明町 偕楽公園                                                     | 山陰本線で使用されていた際に後藤工場で集煙装置、重油併燃装置、後藤工場式除煙板が取り付けられた。 蒸気ドーム・砂箱の後ろの重油タンクや、独特な形状の除煙板が特徴的で、独自色の強い外観である。 |
|                                                                                    | D51 831                      | 三重県伊賀市柘植町1065-4 余野公園                                             | 集煙装置、重油タンク付き。 |
| 滋賀県                                                                             |                              |                                                                               | |
|                                                                                    | D51 403                      | 滋賀県栗東市手原3丁目9-1 手原稲荷公園                                         | |
|                                                                                    | D51 793                      | 滋賀県長浜市北船町1-41 長浜鉄道スクエア 北陸線電化記念館                      | 当初は市内の豊公園に保存されており、現施設の前身である長浜駅資料館の開設に伴い移設された。 |
| 京都府                                                                             |                              |                                                                               | |
|                                                                                    | D51 1                        | 京都府京都市下京区観喜寺町 京都鉄道博物館                                     | トップナンバー機。1972年に梅小路蒸気機関車館（京都鉄道博物館の前身）の開館に伴い保存された。 2006年、「梅小路の蒸気機関車群と関連施設」として準鉄道記念物に指定された。 開館当初は動態保存で実際に営業運行を行ったこともあったが、1986年に除籍され静態保存となっている。 |
|                                                                                    | D51 66                       | 京都府相楽郡精華町 精華町立川西小学校 ※学校敷地内                             | |
|                                                                                    | D51 603                      | 京都府京都市右京区嵯峨天龍寺車道町 ジオラマ・京都・JAPAN ※前半部のみ          | 保存のため保管されていた追分機関区の火災で被災し、前頭部のみが保存された。先輪と第1・第2動輪は残されておりレール上に載せられている。 |
| 大阪府                                                                             |                              |                                                                               | |
|                                                                                    | D51 158                      | 大阪府茨木市沢良宜東町5-34 SL公園                                             | |
|                                                                                    | D51 469                      | 大阪府高石市羽衣公園丁 浜寺公園 浜寺交通遊園                                  | |
|                                                                                    | D51 882                      | 大阪府茨木市東福井2丁目24-11 真龍寺                                           | デフレクターに「月と鹿」マークが描かれている。これは奈良機関区時代に描かれたもので当時配属されていたD51形数両にも似たような装飾がなされていた。 |
| 兵庫県                                                                             |                              |                                                                               | |
|                                                                                    | D51 8                        | 兵庫県尼崎市東大物町1-1 大物公園                                              | フェンスで囲まれているが、4月から11月の毎月第3日曜日（青少年の日）に限りフェンスが開放され運転室内に入ることができる。 |
|                                                                                    | D51 25                       | 兵庫県三田市あかしあ台5丁目1 はじかみ池公園                                   | |
|                                                                                    | D51 211                      | 兵庫県神戸市灘区王子町3-1 神戸市立王子動物園                                  | 地元鷹取工場製造の第1号機関車であり、「鉄道省 鷹取工場 昭和13年 製造番号1」という銘板が付いている。 車掌車ヨ6692・ヨ14542と連結され、車掌車は休憩室となっている。 |
|                                                                                    | D51 345                      | 兵庫県揖保郡太子町鵤135-1 太子山公園                                          | 北海道形。密閉キャブやギースルエジェクター、前照灯副灯、切り詰めデフが特徴。保存時に鷹取工場で丸煙突化、補助灯撤去、前端梁のボルト孔埋め、フロントデッキのコの字型手摺を撤去。 |
|                                                                                    | D51 1072                     | 兵庫県神戸市中央区相生町3丁目1-1 神戸駅南側                                   | 1976年まで追分機関区に残ったD51形のうちの1両。かまぼこ形蒸気ドーム、北海道形前部切詰除煙板付き。 |
| 奈良県                                                                             |                              |                                                                               | |
|                                                                                    | D51 691                      | 奈良県天理市田井庄町 田井庄池公園                                             | |
|                                                                                    | D51 895                      | 奈良県北葛城郡王寺町舟戸1丁目3973-1 舟戸児童公園                              | |
| 和歌山県                                                                           |                              |                                                                               | |
|                                                                                    | D51 1085                     | 和歌山県有田郡有田川町徳田124-1 有田川町鉄道公園                              | 2010年に藤並駅前から移設された。かまぼこ形蒸気ドーム、北海道形前部切詰除煙板付き。 |
|                                                                                    | D51 930                      | 和歌山県岩出市根来2347-213 根来SL公園                                         | 2003年に海南市のみなと公園から移設された。平日は9-16時の間、隣接する赤井工作所事務所で受付し見学可能。 日曜日は10-16時の間見学可能で、説明員による案内がある。重油タンク付き。 |
| 鳥取県                                                                             |                              |                                                                               | |
|                                                                                    | D51 195                      | 鳥取県米子市西町 湊山公園                                                     | 1973年に米子で廃車となった後、米子市に貸与され展示。。米子市有形文化財（歴史資料）に指定。 湊山公園の保存機について、米子市はJR米子駅前のだんだん広場に移設する方針を2024年12月11日に発表している。 |
|                                                                                    | D51 303                      | 鳥取県鳥取市浜坂1157-1 鳥取砂丘こどもの国                                     | |
| 島根県                                                                             |                              |                                                                               | |
|                                                                                    | D51 194                      | 島根県鹿足郡津和野町後田 津和野駅前                                           | 2022年8月5日、山口線開業100周年を記念してDLやまぐちが運行された際に列車到着時汽笛が鳴らされた。 現在、町営駐車場から津和野駅舎前に移設され展示されている。 |
|                                                                                    | D51 488                      | 島根県安来市安来町1058 和鋼博物館                                             | 1975年1月15日に動態保存以外では本州最後のSL旅客列車である「さよならSL列車石州号」を牽引した。当初は米子駅前で保存されていたが、和光博物館開館に合わせて移設された。準鉄道記念物。 |
|                                                                                    | D51 774                      | 島根県出雲市大社町北荒木441-3 旧大社駅                                        | 1974年11月30日に本州最後の定期運行の蒸気機関車牽引列車を牽引した。 廃車当初は出雲大社神苑で保存されていたが、2001年に旧JR大社駅整備施策として移設された。 |
|                                                                                    | D51 620                      | 島根県隠岐郡隠岐の島町 銚子ダム公園 島根県隠岐郡隠岐の島町 隠岐の島町立図書館 | D51 488の重連次位として1975年1月15日の本州最終SL旅客列車「さよならSL列車石州号」を牽引した。引退後は大山口駅前（鳥取県西伯郡大山町）で展示されていた（当時の様子）が老朽化のため解体撤去、下回りの一部部品のみ株式会社隠岐商事社長（当時）の渡辺好夫が費用負担して移設・展示された。 |
| 岡山県                                                                             |                              |                                                                               | |
|                                                                                    | D51 2                        | 岡山県津山市大谷 津山まなびの鉄道館                                           | 1972年廃車後に交通科学館（→交通科学博物館）に保存された。2014年に同館閉館後に移設され、2016年4月2日より公開されている。 |
|                                                                                    | D51 838                      | 岡山県新見市井倉 井倉洞前駐車場                                               | 1971年4月21日に島根県で植樹祭が開催された際、伯備線でお召し列車を牽引した。 2013年に修繕された時にお召仕様の装飾が施された。 |
|                                                                                    | D51 842                      | 岡山県倉敷市水島青葉町95-1 水島中央公園                                       | 北海道で使用されていた機関車で、北海道形前部切詰除煙板、かまぼこ形蒸気ドーム、ギースルエジェクター付き。 |
|                                                                                    | D51 889                      | 岡山県総社市中央1丁目11 石原公園                                              | |
|                                                                                    | D51 917                      | 岡山県岡山市北区幸町10-16 下石井公園                                          | |
| 広島県                                                                             |                              |                                                                               | |
|                                                                                    | D51 422                      | 広島県尾道市古浜町3 古浜児童公園                                              | |
|                                                                                    | D51 720                      | 広島県広島市安芸区上瀬野町 瀬野川公園                                         | |
|                                                                                    | D51 860                      | 広島県福山市曙町4丁目 曙公園                                                  | |
| 山口県                                                                             |                              |                                                                               | |
|                                                                                    | D51 18                       | 山口県宇部市野中3丁目6 常盤公園 石炭記念館                                    | |
|                                                                                    | D51 103                      | 山口県岩国市元町1丁目4 元町第一街区公園                                       | |
|                                                                                    | D51 300                      | 山口県山陽小野田市大字郡521-1 殿町児童公園                                    | 2014年9月に再塗装され、保存状態が良い |
|                                                                                    | D51 395                      | 山口県周南市大字徳山5846 周南市徳山動物園（南園SL広場）                       | 車両の外装の修復と広場の整備のため2024年10月から2025年3月末まで改修工事が実施される。ライトが無い。 |
|                                                                                    | D51 592                      | 山口県下松市大字笠戸島506 国民宿舎大城第3駐車場                               | 地元の日立笠戸製のD51形 |
|                                                                                    | D51 768                      | 山口県下関市椋野町1丁目17-1 一里山公園                                        | |
|                                                                                    | D51 813                      | 山口県山口市小郡下郷609-5 小郡町総合支所                                      | |
| 福岡県                                                                             |                              |                                                                               | |
|                                                                                    | D51 10                       | 福岡県直方市大字頓野550-1 汽車倶楽部 ※通常非公開                              | 行橋市市民会館で保存されていたが、老朽化の進行と同会館の閉鎖に伴って一度は解体が発表された。 その後市が引き取り先を募集したうえで、2017年に現所有者に譲渡された。 |
|                                                                                    | D51 225                      | 福岡県直方市大字畑686 直方いこいの村                                          | |
|                                                                                    | D51 244                      | 福岡県北九州市八幡東区桃園3丁目1 桃園公園                                     | |
|                                                                                    | D51 542                      | 福岡県北九州市小倉北区金田3丁目1-1 JR九州小倉総合車両センター ※カットボディ   | カットボディとなっており、第2・第3動輪とその上方部、炭水車の後半分が取り払われている。客車オハ61 1030と並べられている。 |
|                                                                                    | D51 923                      | 福岡県久留米市東櫛原町1667 久留米市鳥類センター                               | |
| 佐賀県                                                                             |                              |                                                                               | |
|                                                                                    | D51 206                      | 佐賀県佐賀市栄町1-1 佐賀市役所                                                | |
| 長崎県                                                                             |                              |                                                                               | |
|                                                                                    | D51 1142                     | 長崎県佐世保市祇園町192 佐世保市交通公園                                      | |
| 熊本県                                                                             |                              |                                                                               | |
|                                                                                    | D51 170                      | 熊本県人吉市矢岳町 人吉市SL展示館 （矢岳駅前）                                | 肥薩線で使用されたD51形で、矢岳駅前に設けられている展示施設内に保存されている。集煙装置、重油併燃装置装備。 |
| 大分県                                                                             |                              |                                                                               | |
|                                                                                    | D51 176                      | 大分県日田市田島本町54-77 日田駅北公園                                        | |
|                                                                                    | D51 1032                     | 大分県由布市湯布院町川北645-6 岩下コレクション                                | 廃車後、湯布院町営ホテル（SLホテル）用の機関車として保存設置された。 ホテル廃業後、機関車のみ中央児童公園に保存された。2018年に由布市から譲渡を受け、移設された。 |
| 宮崎県                                                                             |                              |                                                                               | |
|                                                                                    | D51 485                      | 宮崎県延岡市大瀬町2丁目3 大瀬町街区公園                                       | |
|                                                                                    | D51 541                      | 宮崎県日向市本町12-12 本町児童公園                                            | |
| 沖縄県                                                                             |                              |                                                                               | |
|                                                                                    | D51 222                      | 沖縄県那覇市与儀1-1 与儀公園                                                  | 現役時代は南延岡機関区に所属していた車両。 鉄道のない（当時）沖縄県に機関車を贈るという目的で、国鉄職員の呼びかけにより募金で約1400万円の費用を集め、1973年に九州から沖縄まで航送され設置された。 |
| ロシア                                                                             |                              |                                                                               | |
|                                                                                    | 南サハリン鉄道局 D51-4       | ロシア サハリン州ユジノサハリンスク市 ユジノサハリンスク機関区                | 観光向け特別列車の牽引機として、戦後も保存運転されてきた。 2020年に全路線の広軌化が完了したため引退し、所属していたユジノサハリンスク機関区で保管されている。 |
|                                                                                    | 南サハリン鉄道局 D51-22      | ロシア サハリン州ユジノサハリンスク市 ユジノサハリンスク駅前公園              | |
| 台湾                                                                               |                              |                                                                               | |
|                                                                                    | 台湾鉄路管理局 DT652         | 台湾 台南市南区体育路10号 台南市立体育公園                                    | 2019～2020年にかけて、同所に静態保存されたC55形のCT259(CT251に修正)と共に修復 |
|                                                                                    | 台湾鉄路管理局 DT664 (DT651) | 台湾 嘉義県 東石郷                                                            | DT664にDT651のナンバープレートを付けている。 |
|                                                                                    | 台湾鉄路管理局 DT670 (DT675) | 台湾 新北市板橋区莊敬路62号 新北市芸文中心                                    | DT670にDT675のナンバープレートを付けている。 |
| 保存後に解体された車両 ※保存場所は最終時のもの。部分保存に移行したものは含まない。 |                              |                                                                               | |
|                                                                                    | D51 51                       | 京都府京都市右京区嵯峨天龍寺車道町 19世紀ホール                               | 1972年から2004年までは大阪府枚方市のくずはモールに保存されていた。その後トロッコ嵯峨駅前の19世紀ホールに移設されたが、老朽化のため2019年12月29日限りで公開を終了、撤去された。 |
|                                                                                    | D51 157                      | 北海道上川郡上川町 北の森ガーデン                                             | 2009年に解体 |
|                                                                                    | D51 192                      | 三重県桑名市 ナガシマスパーランド内SLランド                                   | 1984年ごろ解体 |
|                                                                                    | D51 324                      | 千葉県習志野市教育センタープラネタリウム館                                    | 2001年ごろ解体 |
|                                                                                    | D51 463                      | 山口県防府市 三田尻公園                                                       | 2000年12月解体、動輪のみJR貨物広島車輌所に保管 |
|                                                                                    | D51 684                      | 東京都東村山市 運動公園                                                       | 2019年9月下旬～10月上旬に解体され、動輪など一部部品はJR東日本に返却された。 |
|                                                                                    | D51 714                      | 鹿児島県鹿児島市与次郎1丁目7-15 鹿児島国際ジャングルパーク                    | 2015年4月解体 |
|                                                                                    | D51 737                      | 和歌山県有田郡湯浅町湯浅 なぎ公園                                             | 北海道で使用されていたため、北海道形前部切詰除煙板を装備。2020年9月解体撤去。 |
|                                                                                    | D51 764                      | 大阪府吹田市 万博記念公園 エキスポランド跡地                                  | 2013年11月解体 |
|                                                                                    | D51 828                      | 兵庫県淡路市釜口 平和観音寺                                                   | 1976年まで追分機関区に残ったD51形のうちの1両。2017年頃に撤去。 |
|                                                                                    | D51 942 (D51 327)            | 北海道茅部郡森町字赤井川 民宿旅館ハイツ前                                     | D51 327のナンバープレートを付けて保存されていた。2006年6月17日解体。 |
|                                                                                    | D51 1001                     | 長野県千曲市 市民体育館                                                       | 2018年8月解体 |
|                                                                                    | D51 1108                     | 宮城県宮城郡利府町 JR東日本新幹線総合車両センター                             | 島野武仙台市長（当時）の鉄道公園構想に基づき、廃車後の1972年10月より仙台市ガス局本庁舎裏の旧原町工場引込線跡で保存されていた。 1994年11月に新幹線総合車両センターに移転したが、2019年12月に解体。 |
|                                                                                    | サハリン州鉄道 D51-1         | 新潟県柏崎市 柏崎駅前公園                                                     | 2011年7月解体 |
|                                                                                    | サハリン州鉄道 D51-2         | 北海道沙流郡平取町                                                            | 機関車部と炭水車部が分離された状態で放置、2008年8月解体 |
|                                                                                    | サハリン州鉄道 D51-10        | 北海道勇払郡鵡川町                                                            | 保存後解体 |
|                                                                                    | サハリン州鉄道 D51-24        | 北海道勇払郡鵡川町                                                            | 保存後解体 |
|                                                                                    | サハリン州鉄道 D51-25        | 北海道勇払郡鵡川町                                                            | 保存後解体 |
|                                                                                    | サハリン州鉄道 D51-26        | 北海道勇払郡鵡川町                                                            | 保存後解体 |
|                                                                                    | サハリン州鉄道 D51-29        | 北海道勇払郡鵡川町                                                            | 保存後解体 |

## D51形を題材にした作品
- 楽曲
「退職の日」
作詩・作曲・歌: さだまさし。1983年発売。
「D・51（でごいち）」
作詞：阿久悠、作曲：浜圭介、歌：すがはらやすのり。1998年発売。
- 映画
「きかんしゃやえもん D51の大冒険」
本形式を主役としたアニメ映画。
「きかんしゃトーマス 伝説の英雄」
本形式をモデルにした蒸気機関車「ヒロ」が登場する。D51がモデルになっているため、車体に番号「51」が付いている。
- テレビ
「今日限りの汽笛　 D51 947」
D51 947を主役としたテレビ企画
「きかんしゃ慕情 D51・12人兄弟の生涯」
上記苗穂工場で製造された全12輌の誕生から廃車までを全国で追跡、人生になぞらえて軌跡を調査したドキュメンタリー番組。札幌テレビ放送の制作で1976年11月6日に全国放送された[118]。昭和51年日本民間放送連盟賞 “NAB Award 1976”「テレビ娯楽部門優秀作品」入選作[119]。

## 「デコイチ」と「デゴイチ」
本形式の愛称としては「デコイチ」、「デゴイチ」ともに用いられている。現在は「デゴイチ」が多く見られるが、過去には、各鉄道趣味誌においても「デコイチ」の表記が多く存在していた。なおこの愛称については、本来は「デコイチ」だがSLブーム以降「デゴイチ」の方が一般的になった、という見解もある。『鉄道ジャーナル』編集長の竹島紀元は、戦前の蒸気機関車のニックネームとして鉄道現場に存在したのは自分が知る限りではD50形の「デコマル」とD51形の「デコイチ」であるとし、自分で原稿を書く時には「デコイチ」に統一していると述べた。また竹島は「もともと現場のスラングのようなものなのでその発生や普及変遷などについて確実な状況はつかめませんが」と断った上で、以下の点を指摘している。
- 戦前の鉄道趣味雑誌の『鉄道趣味』には「凸丸」（でこまる）「凸一」（でこいち）という表記もあったと記憶している[122]。
- 「デコイチ」は「デコマル」の伝でつけられたと推察される[122]。
- ただし鉄道の現場用語は、例えば「架線」を「ガセン」、「パンタグラフ」を「パンダ」と呼ぶように訛ることが多いため、逆に本来「デゴマル」だったものが「デコマル」に訛ったと考えることもできる[122]。

一方、1946年発行『絵とき鉄道科学』(交友社)には「デゴイチ (中略) と呼ぶのが普通であります」と書かれており、内田百閒が1951年に発表した旅行記『区間阿房列車』には、それ以前の話として国鉄職員がDの51だから「デゴイチ」だと言ったとする記述もあるため、少なくともこの頃に「デコイチ」のみだったとは言えない。
初期形（半流線形）の愛称の「なめくじ」は、1936年3月発行の『鉄道趣味』で宮松金次郎が「上から見た処は丁度ボイラーの上に這い廻るなめくじです」と記したものが始めで、後年になって広まったものとされる。